# Geschlechterdarstellung in Videospielen
Die Darstellung von Männern und Frauen in Videospielen ist, wie auch in anderen Medien, ein Forschungsgegenstand der Gender Studies und wird im Zusammenhang mit Sexismus in Videospielen diskutiert.
Obwohl Frauen etwa die Hälfte der Videospieler ausmachen, sind sie als Charaktere in Mainstream-Spielen deutlich unterrepräsentiert, trotz der Prominenz von ikonischen Heldinnen wie Samus Aran oder Lara Croft. Die Darstellung von Frauen in Spielen spiegelt oft traditionelle Geschlechterrollen, sexuelle Objektivierung oder Stereotypen wie das der „Jungfrau in Nöten“ wider. Männliche Charaktere werden oft stereotyp als groß und muskulös dargestellt, und LGBT-Charaktere sind aufgrund der Heteronormativität des Mediums nur wenig in Videospielen zu finden. Spiele, die von Frauen entwickelt werden, verkaufen sich im Durchschnitt weniger gut als Spiele, die von Männern entwickelt werden, und haben auch geringere Marketingbudgets.

## Demografische Daten von Spielern
Die Beteiligung von Frauen an Spielen nimmt zu. Laut einer Umfrage der Entertainment Software Association stieg die Zahl der weiblichen Spieler in den Vereinigten Staaten von 40 % im Jahr 2010 auf 48 % im Jahr 2014. Trotz der vorherrschenden Meinung, dass die meisten Gamer Männer sind, ist das Verhältnis zwischen weiblichen und männlichen Spielern heute ziemlich ausgeglichen und spiegelt die Bevölkerung insgesamt wider.
Im Jahr 2008 fand eine Pew Internet & American Life Project Studie heraus, dass sich unter Jugendlichen 65 % der Männer und 35 % der Frauen als tägliche Gamer bezeichnen. Dieser Trend ist umso stärker, je jünger die Altersgruppe ist. Die Studie ergab, dass erwachsene Männer zwar deutlich häufiger Konsolenspiele spielen als erwachsene Frauen, dass sie aber auf anderen Plattformen mit gleicher Wahrscheinlichkeit spielen. Aber selbst in diesem Bereich bewegen sich die Zahlen in Richtung Gleichberechtigung: 2012 meldete Nintendo, dass die Hälfte seiner Nutzer Frauen sind, und 2015 stellte eine andere Pew-Studie fest, dass mehr amerikanische Frauen (42 %) als Männer (37 %) Videospielkonsolen besitzen. 2013 berichtete Variety, dass die Beteiligung von Frauen mit dem Alter zunimmt (61 % der Frauen und 57 % der Männer im Alter von 45 bis 64 Jahren spielen Spiele).
Eine Mitte 2015 von der Association for UK Interactive Entertainment durchgeführte Umfrage ergab, dass 42 % der britischen Gamer weiblich sind.
Eine Studie von SuperData Research aus dem Jahr 2014 ergab, dass Männer und Frauen Videospiele mögen, aber einige Genres ziehen ein Geschlecht mehr an als das andere: Frauen machen 57,8 Prozent des mobilen Marktes, 53,6 Prozent des RPG-Marktes und 50,2 Prozent des PC-Marktes (einschließlich Social Games) aus. Die Studie ergab, dass Männer 66 Prozent der MMO-Spieler, 66 Prozent der FPS-Spieler und 63 Prozent der digitalen Konsolenspieler ausmachen.

## Darstellung von Frauen
Die Darstellung von Frauen in Videospielen wird vielfach gesellschaft und wissenschaftlich kritisiert. Der Vorwurf lautet hierbei, dass Frauen in Videospielen häufig sexualisiert und in eine passive Rolle gedrängt werden würden. Seit 2006 hat die Sexualisierung weiblicher Charaktere in Videospielen jedoch abgenommen.

### Als Spielercharaktere
In einer Studie des Virginia Polytechnic Institute and State University aus dem Jahr 2006 wurde festgestellt, dass spielbare weibliche Charaktere in Rezensionen zu populären Spielen seltener vorkommen als männliche.
Madeline Messer schrieb 2015 in der Washington Post, dass unter den 50 meistverkauften Endlosspielen für Mobilgeräte 98 % der Spiele mit geschlechtsspezifischen Charakteren männliche Protagonisten hatten, von denen 90 % kostenlos spielbar waren. Nur 46 % dieser Spiele hatten weibliche Charaktere, und nur 15 % boten sie kostenlos an. Um als Mädchen spielen zu können, musste man im Durchschnitt 7,53 Dollar zusätzlich bezahlen, viel mehr als die Spiele selbst kosten.
Das Arcade-Videospiel Pac-Man (1980) von Namco mit einem männlichen Protagonisten war „das erste kommerzielle Videospiel, das eine große Anzahl von Frauen als Spielerinnen einbezog“. Die Beliebtheit des Spiels bei Frauen führte dazu, dass der nordamerikanische Vertreiber des Spiels, Midway Games, eine Fortsetzung Ms. Pac-Man (1982) mit einer weiblichen Protagonistin entwickelte, um „all jenen Spielerinnen zu danken, die Pac-Man gespielt und genossen haben“. Es gab ein früheres Arcade-Spiel, das weibliche Charaktere darstellte, nämlich das Arcade-Spiel Score (1977) von Exidy.
Samus Aran, die Heldin von Metroid (1986) und seinen Nachfolgern, wird oft als „die erste spielbare menschliche Frauenfigur in einem Mainstream-Videospiel“ bezeichnet. Es gab bereits mehrere weniger populäre Videospiele mit spielbaren weiblichen Charakteren, darunter Billie Sue aus Wabbit (1982), Becky aus Otenba Becky no Daibouken (1983), Barbie, und viele weitere.
Bereits in den späten 1970er und frühen 1980er Jahren wurden in soziologischen, pädagogischen und kulturellen Fachzeitschriften Studien über die Verbreitung weiblicher Charaktere in Videospielen durchgeführt. 1979 schlossen Forscher aus den Ergebnissen einer Umfrage mit 201 Personen, dass 90 % der männlichen Probanden und 85 % der weiblichen Probanden den Computer als männlich wahrnahmen (im Spiel gegenüber dem Computer). Elizabeth Behm-Morawitz stellte fest, dass die geringere Präsenz weiblicher Charaktere einen sekundären Status für Frauen in Videospielen impliziert und dass spielbare weibliche Charaktere, die in Videospielen auftauchen, häufiger spärlich bekleidet und übersexualisiert sind als Männer.
Im Jahr 1994 beschuldigte die australische Autorin Virginia Barratt vom Hyper-Magazin die Videospielindustrie, sexistisch zu sein, weil es keine weiblichen Charaktere gäbe. Sie erklärte, dass Videospiele „von Jungen für Jungen gemacht werden, die mit anderen Jungen spielen“ und dass Mädchen „selten einen Blick hineinwerfen, es sei denn, es gibt ein Opfer, das gerettet werden muss, oder jemand muss einen Bikini tragen, um die Macho-Männer anzufeuern“. Sie sagte auch, dass viele weibliche Spielerinnen trotz ihrer Freude an beliebten Arcade-Spielen wie Street Fighter II und Mortal Kombat davon abgehalten wurden, Spielhallen zu besuchen, da es sich um von Männern dominierte Räume handelte.
Lara Croft, die Protagonistin von Tomb Raider (1996), gehört zu den bekanntesten starken, fiktiven Frauen in einer Vielzahl von Medien. Seit ihrer Einführung im Jahr 1996 wurde die Figur der Croft für ihre „unrealistische“ Brustgröße kritisiert; es wurde behauptet, Lara verkörpere „einen andauernden Kulturkampf über Geschlecht, Sexualität, Ermächtigung und Objektifizierung“. In einem Tomb-Raider-Titel aus dem Jahr 2008 wurde Lara Croft in Hot Pants und Bauchfrei dargestellt und sah aus, als sei sie von einem Mann angezogen. Die Entwickler des Spiels behaupten jedoch, dass sie nicht mit Blick auf die Vermarktung entworfen wurde, und zeigten sich überrascht von ihrer Verehrung im Pinup-Stil. In Tomb Raider: Legend wurde Lara einer radikalen Umgestaltung unterzogen, angeblich um sie weniger sexualisiert darzustellen. Im Jahr 2013 spielten Frauen die Hauptrollen in einer Reihe von preisgekrönten Spielen wie The Last of Us (2013), Bioshock Infinite (2013), dem Reboot von Tomb Raider (2013) und Beyond: Two Souls (2013). Eine Studie zu diesen Spielen ergab, dass die weiblichen Hauptfiguren in diesen Spielen zwar in der Lage waren, die vorherrschenden Geschlechterstereotypen zu unterlaufen, Frauen aber in den Erzählungen immer noch von Männern eingeschränkt wurden, insbesondere durch wohlwollenden Sexismus.
Der Ankündigungstrailer für Battlefield V im Jahr 2018 wurde von einigen Fans der Serie kritisiert, die sich an der möglichen Darstellung von Frauen im Spiel störten. Ihr Hauptkritikpunkt war die im Trailer gezeigte britische Frau, deren Anwesenheit sie als unrealistisch bezeichneten, da Frauen auf britischer Seite während des Zweiten Weltkriegs nie an vorderster Front kämpften und meist nur in Nebenrollen zu sehen waren.

### Als Nebenfiguren
Weibliche Charaktere spielen oft die Rolle der Jungfrau in Nöten, wobei ihre Rettung das Ziel des Spiels ist: Prinzessin Zelda in der frühen The-Legend-of-Zelda-Reihe, die Tochter des Sultans in Prince of Persia und Prinzessin Peach in einem Großteil der Mario-Reihe sind paradigmatische Beispiele. Bis 2013 trat Peach in 14 der wichtigsten Super-Mario-Spiele auf und wurde in 13 davon entführt. Die einzigen Hauptspiele, in denen Peach nicht entführt wurde, waren die nordamerikanische Version von Super Mario 2 und Super Mario 3D World. Zelda wurde in einigen späteren Spielen der The-Legend-of-Zelda-Reihe spielbar.
In einer Reihe von Spielen gibt es eine weibliche Figur als Verbündete oder Handlangerin des männlichen Helden. Einige von ihnen, wie Ada Wong in Resident Evil und Mona Sax in Max Payne, wurden in späteren Teilen ihrer Serien zu Spielercharakteren. Alyx Vance, eine Nebenfigur in Half-Life 2 und später Hauptfigur in Half-Life: Alyx, wurde für ihre „stechende Persönlichkeit“ und ihre Intelligenz gelobt, die eine enge Bindung zum Spieler aufbaut, ohne einfach nur eine „Augenweide“ zu sein.

### Als Antagonisten
Einer der ersten großen weiblichen Bösewichte in Videospielen war die Dunkle Königin in Battletoads (1991) und seinen Fortsetzungen. SHODAN, eine künstliche Intelligenz mit weiblicher Stimme und weiblichem Gesicht, war der Hauptbösewicht des Spiels System Shock (1994) und wurde als einer der bekanntesten weiblichen Charaktere in Spielen gepriesen. Recht neu ist Lady Dimitrescu. Ein weiterer prominenter klassischer weiblicher Bösewicht ist Ultimecia, die Hauptantagonistin in Final Fantasy VIII (1999). Auch GLaDOS aus Portal (2007), ein wahnsinniger Computer mit weiblicher Stimme, wurde von Kritikern als eine der besten neuen Figuren der 2000er Jahre gelobt.

### Gewalt gegen Frauen
Videospiele sind für die Darstellung von Gewalt gegen Frauen kritisiert worden. So sorgte beispielsweise das Spiel Dead Island: Riptide eine Kontroverse aus, als die spezielle „Zombie-Köder“-Edition des Spiels die Statue eines vollbusigen, zerstückelten Frauentorsos in einem knappen Bikini enthielt. Während ein Großteil der Grand-Theft-Auto-Franchise Probleme mit der Darstellung von Gewalt gegen Frauen hatte, wurde auch Rockstar Norths Grand Theft Auto V stark kritisiert; so sehr, dass Target Australia das Spiel aus dem Verkauf nahm.

## Darstellung von Männern
Auch Männer werden in Spielen oft stereotypisch dargestellt.

### Männer als Sexualobjekte
Chris Redfield, ein prominenter Charakter in der Resident-Evil-Franchise seit dem ersten Spiel, wurde für Resident Evil 5 (2009) in seinem Aussehen radikal verändert, unter anderem mit mehr Muskelmasse. Seine Neugestaltung wurde als sexy bezeichnet, wobei der Charakter als „Muskelpaket“ beschrieben wurde. Die Windows-Version des Spiels enthielt ein alternatives „Warrior“-Outfit für Chris, das als Mad-Max-esque und „BDSM-Fetisch“ beschrieben wurde.
Die Aufmerksamkeit in Bezug auf männliche Sexualisierung in Videospielen wurde auch Kaidan Alenko aus der Mass-Effect-Reihe von BioWare zuteil, insbesondere seine Darstellung und potenzielle Romanze in Mass Effect 3 (2012). In Kapitel 1 des Buches Digital Love: Romance and Sexuality in Games (Romantik und Sexualität in Spielen) stellte Michelle Clough eine Fallstudie vor, die veranschaulicht, wie die Figur ein Beispiel für die sich verändernde Darstellung der männlichen Sexualität in der ursprünglichen Trilogie ist. Während Kaidan im ersten Spiel als Liebespartner für einen weiblichen Shepard dargestellt wird, der konventionell attraktiv ist und eine ansprechende Persönlichkeit hat, stellte sie fest, dass der körperliche Aspekt seiner Anziehungskraft kaum gewürdigt wird und dass es – abgesehen von einer Sexszene, die sich hauptsächlich auf den Körper eines weiblichen Shepards konzentriert – kaum eine Gelegenheit gibt, die Figur in einem sexuellen Kontext zu würdigen. Dies steht im Gegensatz zu Kaidans stärker sexualisierter Darstellung in Mass Effect 3, wo die Figur in mehreren Szenen ohne Hemd zu sehen ist und mehr Wert auf die Intimität zwischen ihm und Shepard gelegt wird. In einer Szene, in der Kaidan an Bord der Normandy geht und noch immer eine Beziehung mit Shepard führt, wechselt die Kamera in schnellen Schnitten zwischen einer Nahaufnahme von Kaidans Gesäß und einer Nahaufnahme von Shepards Blick, was darauf hindeutet, dass sie es genießt, ihn auf sexuelle Weise zu betrachten. Clough kam zu dem Schluss, dass Kaidans Gesamtdarstellung in 3 ihn als eine gute Wahl für Shepard als romantischen und sexuellen Partner darstellt. Hier zeigt sich auch, wie es Ok ist, das Männer sexuell dargestellt werden, Frauen aber nicht.
Wenn Männer in ähnlicher Weise sexualisiert werden wie Frauen, geschieht dies in der Regel aus komödiantischen Gründen. Beispiele hierfür sind die Videospiele Cho Aniki und Muscle March, die Männer in sexualisierten und homoerotischen Posen zeigen. Dies geschieht jedoch als Teil des absurden Humors des Spiels und nicht als echte Sexualisierung.
In Bezug auf die Behandlung von Männern als Sexobjekte, die er als „Gender Performance“ bezeichnet, stellt Douglas fest, dass aufgrund der vorherrschenden Heteronormativität in Videospielen die Zuschreibung von „Sexiness“ an eine Figur mit Weiblichkeit verbunden ist. Da sexy zu sein auch als unterwürfig angesehen wird, steht dies im Gegensatz zum männlichen Ideal, die Kontrolle zu haben. Aus diesem Grund werden viele männliche Videospielcharaktere, die als „sexy“ und Objekte der Begierde charakterisiert werden, durch die Einbeziehung weiblicher Züge kodiert; ihre Eitelkeit und ihr Augenmerk auf die persönliche Kleidung sowie eine queere Kodierung, meist zu humoristischen Zwecken.
Wie weibliche Charaktere haben auch männliche Charaktere in Videospielen oft unrealistische Körperproportionen, mit „perfekt gemeißelten Körpern und wogenden Muskeln“. Diese Darstellung von Männern und ihren Körpern, die als „ideale Heldenform“ beschrieben wird, hat ihre Wurzeln in amerikanischen Superhelden-Comics.
In Bezug auf die Machtfantasie stellt Douglas fest, dass dies die am weitesten verbreitete Form der männlichen Sexualisierung in Videospielen ist, und beschreibt sie als den „muskelbepackten Kriegersmann“. Er weist darauf hin, dass Kratos aus der God-of-War-Reihe ein prominentes Beispiel dafür ist. Einer der Hauptgründe, warum sich Kratos und andere Beispiele der Machtfantasie von weiblichen sexualisierten Charakteren unterscheiden, ist, dass sie Selbstbestimmt sind. Ihre sexuellen Heldentaten dienen nicht der sexuellen Erregung, sondern als Avatare für die heterosexuellen männlichen Gamer, um ihre Stärke durch „Eroberung“ zu demonstrieren. Diese Charaktere zeichnen sich durch ihre Hypermaskulinität aus. Gleichzeitig stellt er fest, dass dies ein feministischer Begriff ist.

## Darstellung von LGBT-Charakteren
LGBT-Charaktere (lesbisch, schwul, bisexuell oder transsexuell) wurden bereits in den 1980er und 1990er Jahren in Videospielen dargestellt. Obwohl es einen Trend zu einer stärkeren Darstellung von LGBT-Personen in Videospielen gibt, werden sie häufig in Sekundärmaterial wie Comics als LGBT identifiziert und nicht in den Spielen selbst.
In der Geschichte der Videospiele waren LGBT-Inhalte wechselnden Regeln und Vorschriften unterworfen, die im Allgemeinen Beispiele für Heterosexismus sind, da Heterosexualität normalisiert wird, während Homosexualität zusätzlich zensiert oder lächerlich gemacht wird. Die Unternehmen Nintendo of America, Sega of America und Maxis kontrollierten den Inhalt von Spielen mit Inhaltscodes, in denen LGBT-Themen abgeschwächt oder ausgelöscht wurden. Einige japanische Videospiele enthielten beispielsweise ursprünglich transsexuelle Charaktere, wie Birdo aus Super Mario Bros. 2, Poison aus der Final-Fight-Serie und Flea aus Chrono Trigger. Aufgrund der Einhaltung der Qualitätsstandards von Nintendo of America und Übersetzungen, die eher auf die Erhaltung des Gameplays als auf die wörtliche Bedeutung abzielten, wurden die Identitäten dieser Charaktere in der Übersetzung verändert oder gelöscht.
Die Videospielindustrie wird von zahlreichen Analysten als heteronormativ voreingenommen betrachtet. Laut den von Shaw befragten Branchenexperten liegen die Gründe für diese Heteronormativität unter anderem in der demografischen Zusammensetzung der Spieler, den Ansichten der Spieleentwickler, dem Risiko von Gegenreaktionen in der Branche und den erzählerischen Beschränkungen des Mediums.
Wahlbasierte LGBT-Inhalte, wie die optionale gleichgeschlechtliche Romanze in BioWare-Spielen, sind eine risikoarme Form der Darstellung, die nur in Videospielen vorkommt. Wenn eine Repräsentation stattfindet, dann oft durch diese Entscheidungen im Spiel, die die Verantwortung für die Repräsentation auf die Spieler und nicht auf die Entwickler übertragen. Genres wie RPGs und MMOs sind am repräsentativsten für LGBT, da sie den Spielern die meisten Wahlmöglichkeiten und Romanzen im Spiel bieten. Eine weitere risikoarme Methode der LGBT-Darstellung ist das „Gay Window Gaming“, d. h. eine entweder subtile oder vermeidbare LGBT-Darstellung in Spielen, die dazu dient, LGBT-Spieler anzusprechen, ohne heterosexuelle oder homophobe Spieler zu verprellen. Dies kann in Sandbox-Spielen wie Die Sims vorkommen.
In Spielen mit LGBT-Charakteren oder der Option eines LGBT-Avatars werden einige Aspekte der Marginalisierung, die in der heutigen Kultur vorkommen, dargestellt, obwohl sich das Spiel insgesamt an die Realität hält. Diese realen sozialen Zwänge werden aufgrund der Art und Weise, wie Spiele konstruiert sind, und der Gemeinschaft, die sie bewohnt, einer virtuellen Welt auferlegt. Spiele werden auf der heteronormativen Grundlage der zeitgenössischen Kultur entwickelt, und dies prägt die Erzählung und die Charaktere. In dem beliebten MMO World of Warcraft beispielsweise hat dies laut einer 2013 durchgeführten Bewertung der Community des Spiels „eine bedrückende Atmosphäre für Personen geschaffen, die sich nicht an einen heteronormativen Lebensstil halten“.
Sowohl Mitglieder der Branche als auch LGBT-Spieler ziehen es vor, dass LGBT-Darstellungen in Spielgeschichten normalisiert werden, anstatt sie als abnormal oder besonders erscheinen zu lassen.
LGBT-Spieler nutzen queere Lesarten der Medien, um ihren Mangel an Repräsentation in den Medien zu kompensieren. Eine Studie von Moravec kommt zu dem Schluss, dass dieses „phantasievolle Spiel“ die häufigste Methode ist, die LGBT-Spieler anwenden, um sich mit den Avataren in Spielen zu identifizieren, die in der Regel für einen vermutlich heterosexuellen männlichen Spieler geschaffen wurden, mit dem sie sich identifizieren können.
Sexuelle Orientierung und Geschlechtsidentität haben in einigen Videospielen eine wichtige Rolle gespielt, wobei der Trend zu einer größeren Sichtbarkeit von LGBT-Identitäten geht. Im Ubisoft-Blog sagte Lucien Soulban, der offen schwul ist und an Far Cry 3: Blood Dragon mitgeschrieben hat, dass offen schwule oder lesbische Charaktere in Videospielen noch lange nicht auftauchen werden, es sei denn, es handelt sich um eine einmalige Sache oder um etwas, das durch die Wahl des Spielers geschaffen wurde, wie in Mass Effect und Dragon Age. Die Figur des Dorian Pavus in Dragon Age: Inquisition wurde als eine bedeutende Entwicklung für die Darstellung schwuler Charaktere in Spielen angesehen, da seine Homosexualität Handlungselemente enthält, die unabhängig davon auftreten, ob der Spieler sich für eine romantische Beziehung mit ihm entscheidet.
Da immer mehr Videospiele LGBT-Charaktere und -Themen aufgreifen, hat die Gay & Lesbian Alliance Against Defamation (GLAAD) eine Auszeichnung für Videospiele in der Kategorie GLAAD Media Awards die Kategorie „Outstanding Video Game Award“ für Spiele mit „herausragenden LGBTQ-inklusiven Inhalten“ eingeführt.

## Auswirkungen der Geschlechterdarstellung in Spielen

### Auswirkungen auf die Einstellung zum Geschlecht
Eine Studie aus dem Jahr 2008 ergab, dass Männer mehr gewalttätige Videospiele spielen als Frauen. Diese Exposition korrelierte negativ mit der Urteilssicherheit von Männern, wenn ihnen ein Szenario möglicher sexueller Belästigung vorgelegt wurde, das aufgrund seiner Mehrdeutigkeit ausgewählt wurde. Die Exposition gegenüber gewalthaltigen Videospielen korrelierte auch mit Einstellungen, die Vergewaltigungen befürworten.

### Wirkung auf Kinder
Die kanadische Non-Profit-Organisation MediaSmarts schreibt, dass „Videospiele das Potenzial haben, die Art und Weise zu beeinflussen, wie Kinder sich selbst und andere wahrnehmen“, und dass es trotz ihrer Auswirkungen auf die Jugend „nicht viel Forschung in diesem Bereich gibt, und nur wenige der vorhandenen Studien halten einer kritischen Prüfung stand. Dieser Mangel an Untersuchungen bedeutet, dass wir sehr wenig über die Auswirkungen wissen, die Videospiele auf die Entwicklung und Sozialisation von Kindern haben können“.
Laut Dietz haben Videospielcharaktere das Potenzial, die Wahrnehmung von Geschlechterrollen durch die Spieler zu prägen. Durch soziale Vergleichsprozesse lernen die Spieler die gesellschaftlichen Erwartungen an Aussehen, Verhalten und Rollen. Mädchen erwarten vielleicht, dass sie abhängige Opfer sind und dass zu ihren Aufgaben die Aufrechterhaltung von Schönheit und sexueller Anziehungskraft gehört, während Jungen ihre Rolle darin sehen, Frauen zu schützen und zu verteidigen. Dietz zufolge werden die vom Kind verinnerlichten Rollen, einschließlich des Geschlechts, für das Kind und später für den Erwachsenen zu einer Grundlage für andere Rollen und für das Handeln. Die von jungen Menschen verinnerlichten Geschlechterrollen haben einen erheblichen Einfluss auf ihre Perspektiven und die weiteren Rollen, die sie im späteren Leben übernehmen. Weibliche und männliche Symbole sollen ein Teil der kindlichen Identität werden.

### Auswirkungen von sexualisierten Inhalten auf Spieler
Eine Metaanalyse aus dem Jahr 2022 untersuchte empirische Belege dafür, ob sexualisierte Inhalte in Videospielen mit Körperunzufriedenheit korrelieren oder ob sie zu mehr sexistischem oder frauenfeindlichem Verhalten führen. Dabei wurde festgestellt, dass weder Körperunzufriedenheit noch sexistisches/feministisches Verhalten mit sexualisierten Inhalten in Videospielen korrelierten, und je besser die Studie war, desto geringer war der Zusammenhang.

## Präferenzen der Spieler
Obwohl Spiele, die die Möglichkeit boten, einen weiblichen Helden auszuwählen, bessere Bewertungen erhielten, wurden sie weniger verkauft als Spiele mit ausschließlich männlichen Protagonisten. Der Penny Arcade Report führte den Unterschied auf die größeren Marketingbudgets für Spiele mit männlichen Helden zurück. Spiele mit ausschließlich weiblichen Protagonisten hatten im Durchschnitt nur 50 % des Marketingbudgets von Spielen mit weiblicher Option und 40 % des Marketingbudgets von Spielen mit ausschließlich männlichen Protagonisten. Zu den reinen Männerspielen gehörten beliebte Sport- und Kriegsspiele wie Madden NFL und Call of Duty, und Jesse Divnich von EEDAR stellte 2010 fest: „Die Faktoren, die den Verkauf vorantreiben, basieren eher auf Markenlizenzen, Marketingbudgets, Entwicklungsbudgets und tausend anderen Faktoren, die wenig mit dem Geschlecht der spielbaren Avatare zu tun haben.“
Eine Studie aus dem Jahr 2013 hat gezeigt, dass die Darstellung sexualisierter weiblicher Charaktere in dezentralen Rollen die Verkaufszahlen positiv beeinflusst.
Eine Umfrage des Pew Research Center aus dem Jahr 2015 ergab, dass 16 % der Erwachsenen, die Videospiele spielen, der Meinung sind, dass Frauen in den meisten Spielen schlecht dargestellt werden, während 26 % anderer Meinung sind und 34 % sagen, dass dies vom jeweiligen Spiel abhängt. Von denjenigen, die nicht spielen, sind 55 % unsicher, ob Spiele Frauen schlecht darstellen. Die Unterschiede zwischen den Antworten von Männern und Frauen waren minimal.
Eine 2015 von Rosalind Wiseman und Ashly Burch durchgeführte Umfrage unter 1.583 US-Schülern im Alter von 11 bis 18 Jahren ergab, dass 60 % der Mädchen, aber nur 39 % der Jungen es vorzogen, einen Charakter ihres eigenen Geschlechts zu spielen, und 28 % der Mädchen gegenüber 20 % der Jungen gaben an, dass sie ein Spiel eher aufgrund des Geschlechts der Spielfigur spielen würden. Die Autoren interpretierten dies dahingehend, dass der Fokus der Spieleindustrie auf männliche Protagonisten den Verkauf an Mädchen mehr behindert als den an Jungen fördert.
In einer Umfrage von Quantic Foundry aus dem Jahr 2017 unter 1.266 Spielern hielten 89 % der weiblichen Spieler die Option einer weiblichen Hauptfigur in Spielen für einigermaßen, sehr oder äußerst wichtig; 64 % der männlichen Spieler äußerten die gleiche Meinung. Selbsternannte „Hardcore“-Spieler beider Geschlechter hielten eine weibliche Protagonistin im Durchschnitt für weniger wichtig als „Core“- oder „Casual“-Spieler.

### Selbstidentifikation als Gamer
Während 48 % der Frauen in den Vereinigten Staaten angeben, ein Videospiel gespielt zu haben, bezeichnen sich nur 6 % als Gamer, verglichen mit 15 % der Männer, die sich als Gamer bezeichnen (Stand 2015). Bei den 18- bis 29-jährigen Frauen sind es 9 %, bei den Männern dieser Altersgruppe 33 %. Die Hälfte der weiblichen PC-Spieler in den USA bezeichnet sich selbst als Core- oder Hardcore-Gamer. Eine EEDAR-Umfrage aus dem Jahr 2012 ergab, dass fast 60 % der Handygamer Frauen sind und dass 63 % dieser weiblichen Handygamer Online-Multiplayer-Handyspiele spielen.
Die Konnotation von „Gamer“ mit Sexismus am Rande der Spielkultur hat dazu geführt, dass Frauen weniger bereit sind, diese Bezeichnung anzunehmen. „Girl Gamer“ oder „Gamer Girls“ ist eine Bezeichnung für Frauen, die regelmäßig Spiele spielen. Während einige Kritiker die Verwendung des Begriffs als eine Wiederaneignung befürworten, haben andere den Begriff als wenig hilfreich, beleidigend und sogar schädlich oder irreführend bezeichnet. Das Wort „Mädchen“ zum Beispiel wurde als ein altersgebundener Begriff angesehen, der den Unterschied zwischen Frauen über 30 und jüngeren Frauen beschönigt. Der Begriff „Girl Gamer“ anstelle von „Gamerin“ wurde auch so beschrieben, dass er die Minderheitsposition der weiblichen Gamer festschreibt. Für viele Kritiker, die sich mit dem Begriff „Gamerin“ unwohl fühlen, kann seine übermäßige Verwendung dazu führen, dass negative Stereotypen von weiblichen Spielern als übersexualisiert, lässig und manchmal trotzig oder konfrontativ aufrechterhalten werden. Dies wiederum kann zu einem schlechten Spieldesign führen. Diese Kritiker sind der Meinung, dass es keine einheitliche Definition einer weiblichen Spielerin gibt und dass weibliche Spielerinnen genauso vielfältig sind wie jede andere Gruppe von Menschen.
Der Mangel an Vorbildern für weibliche Spielerinnen trägt zu dem Gefühl bei, dass sie ihre Weiblichkeit bearbeiten müssen, um als Spielerin glaubwürdig zu bleiben, und dass sie in die karikierte Rolle der „Gamerin“ passen müssen, um akzeptiert zu werden. Die negative Stereotypisierung weiblicher Videospielerinnen als „Gamerinnen“ stammt oft von männlichen Spielern, die von der Gesellschaft im Allgemeinen negativ stereotypisiert wurden. Die gesellschaftliche Stigmatisierung von Spielen hat einige Frauen dazu veranlasst, sich von der Bezeichnung „Gamer“ zu distanzieren, auch wenn sie regelmäßig spielen. Es wird vermutet, dass der elterliche Einfluss einige der Stereotypen, mit denen weibliche Gamer konfrontiert sind, aufrechterhält, da Jungen Geschenke wie eine Xbox bekommen, während Mädchen mädchenorientierte Spiele wie Barbie oder Lernspiele gekauft werden.
Einige Kritiker wie Simon Parkin sind der Meinung, dass der Begriff „Gamer“ für das stereotype männliche Publikum steht und durch den demografischen Wandel in der Branche überholt ist.
Es gibt Unterschiede zwischen den Videospielgenres, die im Durchschnitt von Frauen und Männern bevorzugt werden. Ein Bericht des Videospiel-Analyseunternehmens Quantic Foundry aus dem Jahr 2017, der auf Umfragen unter rund 270.000 Spielern basiert, ergab unterschiedliche Anteile männlicher und weiblicher Spieler in verschiedenen Spielgenres. Die Studie führte die Ursache für die unterschiedlichen Anteile nicht allein auf das Geschlecht zurück, sondern stellte einen Zusammenhang zwischen Spielen, die von Frauen weniger gespielt werden, und Merkmalen fest, die Frauen abschrecken, wie etwa das Fehlen weiblicher Protagonisten, die erforderliche Kommunikation mit Fremden online oder die Tendenz, Reisekrankheit zu verursachen. In der Studie wird auch erwähnt, dass innerhalb desselben Genres einige spezifische Spiele einen deutlich höheren oder niedrigeren Frauenanteil aufweisen als andere ähnliche Titel. Ein Bericht über die Inhaltsanalyse von 571 zwischen 1983 und 2014 veröffentlichten Spielen mit spielbaren weiblichen Charakteren geht auf einen der möglichen Gründe für den Mangel an Frauen in bestimmten Videospielgenres ein: Frauen meiden möglicherweise bestimmte Genres, in denen weibliche Charaktere in einem negativen Licht dargestellt werden, z. B. durch Übersexualisierung, um nicht Teil eines „sich selbst aufrechterhaltenden Zyklus“ zu werden.
Die Studie ergab folgende Anteile von männlichen und weiblichen Spielern in Bezug auf bestimmte Genres:
| Genre                                  | Frauen | Männer | Ausreißer-Spiele innerhalb des Genres     |
| -------------------------------------- | ------ | ------ | ----------------------------------------- |
| Match-3                                | 69 %   | 31 %   | Candy Crush Saga (83 % Frauen)            |
| Familie oder Landwirtschaftssimulation | 69 %   | 31 %   |                                           |
| Gelegenheits-Puzzle                    | 42 %   | 58 %   |                                           |
| Atmosphärische Erkundung               | 41 %   | 59 %   |                                           |
| Interaktives Drama                     | 37 %   | 63 %   |                                           |
| High-Fantasy-MMO                       | 36 %   | 64 %   |                                           |
| Japanisches Rollenspiel                | 33 %   | 66 %   |                                           |
| Westliches Rollenspiel                 | 26 %   | 74 %   | Dragon Age: Inquisition (48 % Frauen)     |
| Survival Rogue-like                    | 25 %   | 75 %   |                                           |
| Jump ’n’ Run                           | 25 %   | 75 %   |                                           |
| Städtebau-Simulation                   | 22 %   | 78 %   |                                           |
| Action-Rollenspiel                     | 20 %   | 80 %   |                                           |
| Sandbox-Spiel                          | 18 %   | 82 %   |                                           |
| Action-Adventure                       | 18 %   | 82 %   |                                           |
| Science-Fiction-MMO                    | 16 %   | 84 %   | Star Wars: The Old Republic (29 % Frauen) |
| Open-World-Spiel                       | 14 %   | 86 %   | Assassin’s Creed Syndicate (27 % Frauen)  |
| Rundenbasiertes Strategiespiel         | 11 %   | 89 %   |                                           |
| MOBA                                   | 10 %   | 90 %   |                                           |
| Grand Strategy                         | 7 %    | 93 %   |                                           |
| Ego-Shooter                            | 7 %    | 93 %   |                                           |
| Rennspiel                              | 6 %    | 94 %   | Mario Kart Tour (40 % Frauen)             |
| Taktik-Shooter                         | 4 %    | 96 %   |                                           |
| Sportspiel                             | 2 %    | 98 %   |                                           |

Während das männliche Publikum rasante, explosive Action und Kämpfe bevorzugt, bevorzugen Frauen eher die Kommunikation im Spiel und zwischenmenschliche Beziehungen (Charakterentwicklung und Handlungsdynamik). Es hat sich auch gezeigt, dass Frauen Rollenspiele gegenüber Ego-Shootern bevorzugen, und Thomas W. Malone von der Stanford University fand heraus, dass Mädchen lieber ein Hangman-Videospiel als eine Darts-Simulation spielten, die Jungen gefiel.
Auch bei Spielen mit einer weniger linearen Handlung, wie z. B. der Grand-Theft-Auto-Reihe, können sich die Aktivitäten im Spiel zwischen den Geschlechtern unterscheiden. Es wird oft behauptet, dass Frauen handlungsorientierte Spiele oder Aufbauspiele wie Die Sims oder Civilization bevorzugen, aber das ist nicht überall so. Im Jahr 2013 berichtete Variety, dass 30 % der Frauen mehr Gewaltspiele spielen. Von diesen 30 % spielten 20 % Call of Duty und 15 % Grand Theft Auto. Das Interesse von Frauen an Action-Abenteuerspielen und MMORPGs wie World of Warcraft und Second Life ist ungebrochen. Im Vergleich zu Männern neigen weibliche MMORPG-Spieler dazu, mehr Wert auf soziale Kontakte zu legen als auf leistungsorientiertes Spielen. Dieser Schwerpunkt auf der Sozialisierung geht über das Spiel selbst hinaus: In einer Studie, die 2009 im Journal of Communication veröffentlicht wurde, fanden Forscher heraus, dass 61 % der weiblichen MMORPG-Spielerinnen mit einem romantischen Partner spielten, verglichen mit 24 % der Männer.
In der Vergangenheit wurden „Mädchenspiele“ häufig durch die Adaption von mädchenorientiertem Material aus anderen Medien wie „The Baby-sitters Club“, „Barbie“ und „Nancy Drew“ entwickelt, während auf Männer zugeschnittene Genres wie Sport- und Fahrsimulatoren, Rollenspiele und Ego-Shooter dem männlichen Publikum überlassen wurden. Dies hat sich jedoch mit der Ausbreitung des unternehmerischen Feminismus und des Konzepts „Spiele von Mädchen für Mädchen“ geändert, das von Unternehmen wie Her Interactive, Silicon Sisters und Purple Moon aufgegriffen wurde – alles Videospiel-Start-ups, die sich in weiblichem Besitz befinden und größtenteils mit weiblichem Personal besetzt sind. Mit der Entwicklung von Spielen, die unter Berücksichtigung soziologischer, psychologischer und kognitiver Forschungen über die kulturellen Interessen von Mädchen entwickelt wurden, hoffen diese Unternehmen, einen reinen Frauenmarkt zu schaffen, der die grundlegenden Unterschiede zwischen den Wünschen von Mädchen und Jungen in Bezug auf Spiele betont. Die Bewegung, den bestehenden Markt durch die Entwicklung geschlechtsneutraler Spiele auf Frauen auszuweiten, hat auch eine Reihe von Befürwortern gefunden. Kritiker haben behauptet, dass weibliche Spieler, insbesondere ältere Spielerinnen, geschlechtsneutrale Spiele wie Tetris, Wo in aller Welt ist Carmen Sandiego? oder die King’s-Quest-Spiele den „Mädchenspielen“ vorziehen.
Bei der Untersuchung der Spielgewohnheiten in Internetcafés wurde in Südkorea eine Zunahme weiblicher Spielerinnen festgestellt, die öffentlich Spiele wie Lineage spielen, während in anderen asiatischen Ländern diese Art des öffentlichen weiblichen Spielens selten geblieben ist; in ähnlicher Weise werden Spiele wie Tamagotchi in Japan als geschlechtsneutral angesehen, im Westen jedoch als Mädchenspiele betrachtet. In anderen Fällen können weibliche Trends in einem Land Indikatoren für damit verbundene Veränderungen in anderen Ländern sein, wie z. B. die steigende Zahl weiblicher Lineage-Spieler in Korea, die zu einer höheren Zahl weiblicher Lineage-Spieler in Taiwan geführt hat. In Japan haben der Aufstieg der „cute culture“ und das damit verbundene Marketing das Spielen für Mädchen zugänglich gemacht, und dieser Trend hat sich auch auf Taiwan und seit kurzem auf China übertragen (beide Länder haben sich zuvor vor allem auf MMOs konzentriert, und in beiden Ländern setzen Eltern ihren Töchtern in der Regel strengere Grenzen als ihren Söhnen).

## Skill level
Ein Aspekt des Spieldesigns, der sich nachweislich negativ auf das Interesse der Frauen auswirkt, ist der Grad der Kenntnis der Spielkonventionen und der Vertrautheit mit der Spielsteuerung, die für das Spielen erforderlich sind. Es hat sich gezeigt, dass Tutorials im Spiel beide Geschlechter schneller ins Spiel bringen, und neue Controller wie Nintendos Wii-Fernbedienung, Microsofts Kinect und die verschiedenen Controller für Rhythmusspiele haben sich auf die Demografie ausgewirkt, indem sie den Einstieg in die Spiele erleichtern und ein einheitlicheres Spielfeld bieten. Dieser Trend hat sich durch die Bemühungen von Nintendo mit der Veröffentlichung der Wii fortgesetzt. Leigh Alexander argumentierte, dass die Ansprache von Frauen nicht zwangsläufig mit einem geringeren Schwierigkeitsgrad oder einer geringeren Komplexität einhergeht. Im Jahr 2012 wurden die Entwickler von Borderlands 2 dafür kritisiert, dass sie eine Option mit geringerem Schwierigkeitsgrad als „Freundinnen-Modus“ bezeichneten. Das wahrgenommene Fähigkeits- oder Leistungsgefälle zwischen Männern und Frauen kann jedoch auch durch andere Faktoren als das Geschlecht bedingt sein. In einer 2016 im Journal of Computer-Mediated Communication veröffentlichten Studie fanden Forscher heraus, dass weibliche Spieler in zwei MMOs, dem westlichen EverQuest II und dem chinesischen Chevaliers' Romance III, nach Kontrolle von Störfaktoren wie Spielzeit und Gildenmitgliedschaft mindestens genauso schnell vorankommen wie Männer.
Die besten weiblichen Spielerinnen im Bereich der wettbewerbsorientierten Spiele treten vor allem in Turnieren auf, die nur für Frauen ausgeschrieben sind, darunter Spiele wie Counter-Strike, Dead or Alive 4 und StarCraft II.
Die kanadische StarCraft II-Spielerin Sasha Hostyn (Scarlett) erlangte erstmals in den offenen Qualifikationsturnieren der IGN ProLeague 4 Bekanntheit, wo sie koreanische Spitzenspielerinnen besiegte. Sie ist bekannt dafür, dass sie eine der wenigen nicht-koreanischen Spielerinnen ist, die auf demselben Niveau wie koreanische Spielerinnen spielen können.
Im Jahr 2012 kommentierte der Street-Fighter-x-Tekken-Spieler ArisBakhtanians den Mangel an weiblichen Spielern in der Community mit den Worten: „Sexuelle Belästigung ist Teil der Kultur, und wenn man das aus der Kampfspiel-Community entfernt, ist es keine Kampfspiel-Community mehr“" Später entschuldigte er sich für seine Äußerungen.
Im Jahr 2014 wurden die Organisatoren eines Hearthstone-Turniers in Finnland kritisiert, weil sie die Anmeldungen auf männliche Spieler beschränkten. Der Grund dafür war, dass es sich bei dem Turnier um eine Offline-Qualifikation für die IeSF-Weltmeisterschaft handelte, deren Hearthstone-Turnier nur für männliche Spieler offen ist. Der Gewinner des finnischen Qualifikationsturniers würde Gefahr laufen, nicht zur Teilnahme am Hauptevent zugelassen zu werden, wenn er weiblich wäre. Die IeSF-Organisation entfernte schließlich die Beschränkung auf männliche Spieler von allen ihren Turnieren, und auch das finnische Qualifikationsturnier, das ursprünglich die Kontroverse ausgelöst hatte, entfernte diese Beschränkung.
Im Dezember 2015 wurde Kayla „Squizzy“ Squires die erste weibliche Call-of-Duty-Spielerin, die Profi wurde, als sie sich für die Call of Duty World League in der Region Australien qualifizierte.
Die League-of-Legends-Spielerin Maria „Remilia“ Creveling beendete den Challenger Series Summer Split 2015 zusammen mit ihren Teamkollegen von Renegades als Erste, wodurch sich das Team für den Spring Split der North America League Championship Series (NA LCS) 2016 qualifizierte. Sie war sowohl die erste weibliche als auch die erste transsexuelle Spielerin, die professionell in der (NA LCS) antrat. Sie schloss sich den Renegades als Support-Spielerin an, entschied sich aber drei Wochen vor dem (NA LCS) Spring Split 2016, aus der Startaufstellung des Teams auszusteigen, wobei sie Angstzustände und Probleme mit dem Selbstwertgefühl als Grund für ihr Ausscheiden angab.
Am 17. März 2016 trat die Esport-Organisation Team Secret in die CS:GO-Wettkampfszene ein, mit der Spielerin Julia „juliano“ Kiran als Anführerin im Spiel. Sie gewannen das Frauenturnier bei den Copenhagen Games 2016.
Women in Games WIGJ ist eine im Vereinigten Königreich ansässige Interessengemeinschaft, deren Ziel es ist, mehr Frauen für die Videospielbranche zu gewinnen und die Interessen von Frauen in der Branche zu schützen. Es wurde 2009 gegründet und war ursprünglich unter dem Namen Women in Games Jobs (WIGJ) bekannt; die Initialen sind immer noch Teil des rechtlichen Namens. Die Geschäftsführerin des Unternehmens ist Marie Claire Isaaman.
Im Jahr 2015 startete das Unternehmen ein Mentoring-Programm, um Frauen beim Einstieg in die Spielebranche zu unterstützen. Im Jahr 2018 wurde bekannt gegeben, dass Facebook mit Women in Games WIGJ im Rahmen seiner Women in Gaming Initiative zusammenarbeitet, um mehr Frauen zu ermutigen, in die Spielebranche einzusteigen.
Women in Games WIGJ veranstaltet eine jährliche Konferenz – die Women in Games European Conference – sowie eine jährliche Preisverleihung. Im Jahr 2018 gab es eine Kontroverse, als WIGJ den Preis für den besten Moderator im Esport an einen Mann, James Banks, verlieh.
Die Beziehung zwischen Frauen und Videospiel-Livestreaming ist eine schwierige Angelegenheit. Als Streaming-Dienste wie YouTube und Twitch immer beliebter wurden, begannen auch weibliche Gamer auf den Zug aufzuspringen. Untersuchungen haben ergeben, dass 52 % der Gaming-Welt aus Frauen besteht, aber die meisten von ihnen sind im Kontext der vorherrschenden Kultur aufgrund der Stereotypen zwischen Männlichkeit und Gaming weniger sichtbar.

## Ungleichheit der Geschlechter
Kritiker führen das scheinbar mangelnde Interesse von Frauen an Videospielen auf die negative Darstellung von Frauen in Videospielen und auf frauenfeindliche Einstellungen zurück, die unter Profi- und Hardcore-Gamern weit verbreitet sind. In einer Twitter-Diskussion aus dem Jahr 2012 unter Frauen, die in der Spielebranche tätig sind, die unter dem Hashtag #1reasonwhy zusammengefasst wurde, wurde behauptet, dass sexistische Praktiken wie die Übersexualisierung weiblicher Charaktere, das Desinteresse an Themen, die für Frauen von Bedeutung sind, sowie Belästigung am Arbeitsplatz und ungleiche Bezahlung von Männern und Frauen in der Spielebranche weit verbreitet seien.
Was die Elemente des Spieldesigns betrifft, so wurden Bereiche wie Gameplay, Mechanik und ähnliche Merkmale als geschlechtsneutral beschrieben; die Darstellungsaspekte von Spielen wurden jedoch als stark geschlechtsspezifisch bezeichnet. Insbesondere wird das Spielen oft als Fantasie und Eskapismus angesehen, bei dem Empathie und Identifikation mit der Spielfigur viel leichter erreicht werden, wenn diese das gleiche Geschlecht hat wie der Spieler. Spieler beiderlei Geschlechts neigen dazu, sich nach Realismus zu sehnen, und je realistischer das Geschlecht der Spielfigur ist, desto leichter kann sich der Spieler mit ihr identifizieren. Eine 2009 in New Media & Society veröffentlichte akademische Studie ergab jedoch, dass 85 % der spielbaren Charaktere in Videospielen männlich sind. Erin Hamilton argumentiert, dass ein Teil des Problems auf die Schwierigkeit zurückzuführen ist, „Weiblichkeit und Feminismus in einem guten Videospiel nebeneinander zu stellen“. Wenn weibliche Charaktere in Videospielen auftauchen, werden sie von einigen als ungesunde Botschaften in Bezug auf unrealistische Körperbilder und provokantes sexuelles und gewalttätiges Verhalten für Spieler beider Geschlechter angesehen. Stereotype weibliche Verhaltensweisen wie Kichern oder Seufzen werden oft unironisch dargestellt, was junge Kinder (insbesondere Mädchen, die sich mit der weiblichen Figur identifizieren) zu der Annahme verleiten könnte, dass Mädchen so aussehen und sich so verhalten sollten. Darüber hinaus sind übersexualisierte Darstellungen von spärlich bekleideten weiblichen Videospielfiguren wie Lara Croft in Tomb Raider für manche Mädchen nicht ansprechend.
Obwohl ein Teil der männlichen Spieler die Quelle von Belästigungen gegenüber weiblichen Spielern und der Übersexualisierung der Figuren war, stimmen viele Männer in der Spieleindustrie zu, dass es ein Problem mit der Übersexualisierung von Frauen in Spielen gibt. Es gibt auch männliche Spieler, die argumentieren, dass ein Teil der Sexualisierung von Frauen in Videospielen auch für Männer in Videospielen gilt und dass die Darstellung eines Mannes oder einer Frau in einem Videospiel auf sexuelle Weise akzeptabel sein kann, wenn sie im richtigen Kontext erfolgt. Die Wahrnehmung von Stereotypen in Bezug auf die Spieler selbst variiert ebenfalls zwischen den Geschlechtern und der Spielhäufigkeit der Spielgenres. Eine Studie im Journal of Broadcasting & Electronic Media besagt, dass Frauen, die viele Videospiele spielen, Stereotypen in Bezug auf das Geschlecht in Spielen eher ablehnen und sich stärker zu bestimmten Spielgenres hingezogen fühlen als Männer, unabhängig von der Spielhäufigkeit der Männer.
Das Konzept, dass Videospiele eine Form der Kunst sind, hat sich in der zweiten Hälfte der 2000er Jahre durchgesetzt. So hat das U.S. National Endowment for the Arts im Mai 2011 Spiele als eine Form der Kunst anerkannt. Bei der Betrachtung von Videospielen als kulturelle Artefakte und der Branche als Kulturindustrie wird die Entmündigung von Frauen aus dem Medium als negative Auswirkung auf die weibliche Stimme in der Branche und die Fähigkeit der Frau, am kulturellen Dialog teilzunehmen, den das Spielen anregt, betrachtet. Aus pädagogischer Sicht hat sich gezeigt, dass bestimmte Spielgenres, bei denen es besonders wenige weibliche Spieler gibt, wie z. B. Ego-Shooter, die räumlichen Fähigkeiten verbessern und damit den Spielern der Spiele, die derzeit geschlechtsspezifisch verteilt sind, Vorteile verschaffen. Es wurde auch festgestellt, dass Videospiele Kindern einen leichten Einstieg in die Computerkompetenz ermöglichen, und es wurden Zusammenhänge zwischen männlichen Videospielern und der Dominanz männlicher Arbeitnehmer in der Computerindustrie hergestellt. Angesichts der zunehmenden Bedeutung technischer Berufe im 21. Jahrhundert und der wachsenden Bedeutung von Online-Netzwerken deutet der Mangel an weiblichen Videospielern darauf hin, dass Frauen in Zukunft weniger Karrierechancen haben.
Videospiele wurden auch im akademischen Bereich eingesetzt, um das Selbstvertrauen junger Mädchen zu stärken, damit sie ihre individuelle Stimme online und im wirklichen Leben zum Ausdruck bringen können. Videospiele, die kreatives Denken und Multiplayer-Interaktionen fördern (z. B. Minecraft), haben jungen Mädchen geholfen, ein Gefühl von Autorität und Selbstvertrauen in ihrem sozialen und akademischen Leben zu vermitteln.
Die Mehrheit der Personen, die in Spieleentwicklungsteams arbeiten, sind Männer. Forscher haben herausgefunden, dass eine der besten Möglichkeiten zur Erhöhung des Anteils weiblicher Spieler der Aspekt der Autorenschaft ist (entweder im Spiel, wie bei Neopets und Whyville, oder indirekt, wie bei der Harry-Potter-Reihe, wo Hermine auf Wunsch der Fans als spielbare Figur aufgenommen wurde). Die Lösung für das Problem des gesellschaftlichen Schubladendenkens von weiblichen Spielern wird oft in einer Intervention gesehen, z. B. in der Eingliederung von Frauen in die Branche. Gruppen wie WomenGamers.com und Sonys G.I.R.L. haben versucht, den Anteil der weiblichen Gamer zu erhöhen, indem sie Stipendien an Mädchen vergaben, die einen Einstieg in die Spieleentwicklung erwägen, und Spieleentwickler wie Check Six Games, Her Interactive, Silicon Sisters und Purple Moon haben offen um weibliche Programmierer und Entwickler geworben.
Bei der Frage nach der Zukunft des Mediums haben viele Forscher dafür plädiert, die Spieleindustrie so zu verbessern, dass sie ein allgemeines, geschlechtsneutrales Publikum anspricht, während andere vorgeschlagen haben, dass die Anziehungskraft insbesondere auf Frauen gerichtet sein sollte. Einer der frühesten Versuche, den Markt für Frauen zu erweitern, war Segas Einsatz für eine größere Anzahl weiblicher Protagonisten in Kampfspielen. Andere Beispiele hierfür sind Spiele wie Mass Effect 3, Remember Me und The Last of Us, die eine weibliche Option für den Hauptcharakter enthalten. Die Entscheidung, starke weibliche Charaktere in wichtigen Rollen einzusetzen, stößt jedoch bei Vermarktern, die sich um die Verkaufszahlen sorgen, häufig auf Skepsis. Eine Untersuchung der „Big Games at E3 2012“ und „Big Games at E3 2013“ von IGN zeigt, dass die Zahl der weiblichen Protagonisten in Videospielen zwischen 2012 und 2013 um 4 % gestiegen ist. Auch außerhalb der Entwicklung von Spielen mit weiblichen Charakteren gibt es erste Bemühungen. So hat sich beispielsweise Women in Games International mit den Girl Scouts of Greater Los Angeles zusammengetan, um einen Aufnäher für Videospiele zu entwerfen, von dem sich die beiden Organisationen erhoffen, dass er das Interesse der Pfadfinderinnen an Wissenschaft, Technologie, Technik und Mathematik weckt. Aktivismus und speziell auf Frauen ausgerichtete LAN-Partys in Skandinavien haben dazu beigetragen, das Spielen von Frauen zu fördern.

## Gender-Perspektive
Spiele wie Nintendos Barbie wurden speziell für den weiblichen Markt entwickelt und enthalten wenig oder gar keine Gewalt, was einigen Gender-HCI-Studien zufolge eher das weibliche Publikum anspricht.
Es wurde eine Reihe von Studien durchgeführt, die speziell die Unterschiede zwischen männlichen und weiblichen Vorlieben bei Videospielen untersuchten. Die Studien schwanken zwischen den Ergebnissen, dass der geschlechtsspezifische Effekt auf die Gewaltpräferenz in Spielen signifikant oder unbedeutend ist, doch wurden bisher keine eindeutigen Schlussfolgerungen gezogen. Die Zahl der Studien in diesem Bereich hat sich gleichzeitig mit der Zunahme der Gender-Studien erhöht, und in diesem Bereich besteht ein gewisses Spannungsverhältnis zwischen dem traditionellen Stereotyp von Gewalt als einer männlich dominierten Eigenschaft und der Realität der Marketingdaten für Gewaltspiele.
Ein Beispiel für solche Studien wurde 2008 vom Office of Juvenile Justice and Delinquency Prevention, U.S. Department of Justice, an das Center for Mental Health and Media finanziert. Diese Studien wurden in dem Buch Grand Theft Childhood veröffentlicht, in dem festgestellt wurde, dass bei Mädchen neun der zehn [beliebtesten Videospiele] gewaltfreie Spiele wie Mario-Titel, Dance Dance Revolution oder Simulationsspiele waren, während bei Jungen mehrheitlich gewalttätige Spiele in den zehn beliebtesten Spielen vertreten waren. Die Schlussfolgerung der Studie Grand Theft Childhood lautete, dass „die Konzentration auf so einfache, aber unbedeutende Ziele wie gewalttätige Videospiele Eltern, Sozialaktivisten und Politiker dazu veranlasst, die viel mächtigeren und bedeutenderen Ursachen von Jugendgewalt zu ignorieren, die bereits gut erforscht sind, einschließlich einer Reihe [nicht geschlechtsspezifischer] sozialer, verhaltensbezogener, wirtschaftlicher, biologischer und psychosozialer Faktoren“. Diese Schlussfolgerung unterstützt die Studie von Surgeon General Satcher aus dem Jahr 2001 (siehe oben).
Trotz dieser Schlussfolgerung hat das allgemeine Bewusstsein für dieses Thema zusammen mit der traditionellen Stereotypisierung eine Reihe von Spieleentwicklern und -designern dazu veranlasst, gewaltfreie Videospiele speziell für ein weibliches Publikum zu entwickeln. Die Platzierung von Werbung und andere Marketingtechniken haben in der Vergangenheit darauf abgezielt, dass Frauen für gewaltfreie Videospielgenres wie Lebenssimulationen, Strategiespiele oder Rätselvideospiele empfänglicher sind. Obwohl diese Genres oft ein gewisses Maß an Gewalt enthalten, fehlt ihnen die Betonung der grafischen Gewalt, wie sie beispielsweise für das Genre der Ego-Shooter charakteristisch ist.

### Sex
Moderne Konsolenhersteller haben oft Richtlinien gegen die Darstellung von Nacktheit und expliziter Sexualität, insbesondere Sony Computer Entertainment mit seiner PlayStation-Konsolenmarke. BMX XXX für die PlayStation 2 wurde in der amerikanischen Version zensiert, während die Versionen für die Xbox und den Nintendo GameCube nicht zensiert waren und Nacktheit enthielten. Sony erlaubte jedoch Nacktheit im Titel God of War (2005), einem ebenfalls von Sony entwickelten Spiel, das auf der griechischen Mythologie basiert und im antiken Griechenland spielt, wo Nacktheit anders wahrgenommen wurde. In den Fortsetzungen God of War II (2007), God of War: Chains of Olympus (2008), God of War III (2010), God of War: Ghost of Sparta (2010) und God of War: Ascension (2013), die ebenfalls auf der griechischen Mythologie beruhen, wurde Nacktheit gezeigt. Das Full-Motion-Videoquizspiel The Guy Game (2004) erlangte Berühmtheit durch die Verwendung eines minderjährigen Models. Die fraglichen Szenen führten zu einer Klage einer Frau, die erklärte, dass sie erst siebzehn Jahre alt war, als das Material aufgenommen wurde, und es daher als Kinderpornografie eingestuft wird, deren Besitz oder Verkauf in einigen Ländern illegal ist.
Sexszenen und Nacktheit gab es auch in Fahrenheit (auch bekannt als Indigo Prophecy) und Heavy Rain von Quantic Dream, die für PlayStation 2 bzw. PlayStation 3 erschienen sind.
Sexualität und sexuelle Frustration sind auch ein weit verbreitetes Thema in der Silent-Hill-Serie von Survival-Horror-Spielen.
Es ist eine neue Generation von Gesellschaftsspielen für Erwachsene entstanden, bei denen mehrere Benutzer in einer sexuellen Umgebung zusammenkommen. Beispiele hierfür sind Red Light Center, Singles: Flirt Up Your Life und Playboy: The Mansion. Die virtuelle Welt von Second Life, die fast ausschließlich aus von Spielern erstellten Inhalten besteht, ist zwar nicht ausdrücklich für rein erwachsenenorientierte Unterhaltung gedacht, bietet aber eine Reihe von sehr exotischen Unterhaltungsangeboten für Erwachsene, einschließlich Nacktheit und vollständiger sexueller Aktivitäten.
Spiele für Erwachsene können die Form von Raubkopien annehmen und so die Richtlinien von Mainstream-Verlagen umgehen, die solche Spiele möglicherweise ablehnen. Patches oder Hacks von Mainstream-Spielen, die nicht für Erwachsene bestimmt sind, können sexuelle und pornografische Themen hinzufügen, meist aus Gründen des Humors, vor allem, wenn Sexualität im Originalspiel nie beabsichtigt war. Beispiele dafür sind die Tomb-Raider-Videospiele, die Grand Theft Auto: San Andreas Hot-Coffee-Mod, The Elder Scrolls IV: Oblivion und The Elder Scrolls V: Skyrim (die beide mehrere solcher Mods haben), die FakeFactory Cinematic Mod von Half-Life 2 und ROM-Hacks für Konsolenemulatoren.
Das Internet hat es ermöglicht, dass Spiele für Erwachsene, einschließlich Amateurspiele in Flash oder Java, eine größere Verbreitung und Anerkennung finden. Es hat auch Amateuren ermöglicht, Textadventures für Erwachsene zu erstellen und zu verbreiten, die als „Adult Interactive Fiction“ oder AIF bekannt sind.
Moderne Virtual-Reality-Headsets für Endverbraucher, wie Oculus Rift und HTC Vive, ermöglichen es den Nutzern, in simulierten Umgebungen virtuellen Sex zu erleben. Ein Beispiel ist VR Kanojo.

### 2010er
Das Spiel Overwatch von Blizzard Entertainment aus dem Jahr 2016 hat eine beachtliche Menge an von Fans hergestellten Pornos inspiriert. Kurze Pornovideos mit offiziellen Charakteren wurden über Source Filmmaker animiert und sind auf Pornoseiten wie Pornhub und YouPorn beliebt. Trotz der großen Beliebtheit hat Blizzard einigen Machern eine Unterlassungsanordnung zugestellt.
Indie-Spiele haben die Reichweite von Spielen für Erwachsene vergrößert, und Steam erlaubt jetzt Spiele für Erwachsene in seinem Store. Patreon bietet Entwicklern von Erwachsenenspielen eine direkte Finanzierung, so dass Spiele wie Hardcoded Nischenmärkte ansprechen können, die früher nicht entstanden wären.
Der kontinuierliche Anstieg der Open-Source-Softwareentwicklung hat auch Videospiele für Erwachsene beeinflusst und ermöglicht es Gemeinschaften von Amateuren, gemeinsam Spiele für Erwachsene über das Internet zu entwickeln und zu vertreiben.

## Erogē
1982 veröffentlichte das japanische Unternehmen Koei, das von dem Ehepaar Yoichi und Keiko Erikawa gegründet wurde (und später für Strategie-Videospiele bekannt wurde), das erste erotische Computerspiel mit sexuell expliziter Grafik, Night Life, ein frühes Grafikadventure für den NEC PC-8801. Im selben Jahr veröffentlichte Koei einen weiteren erotischen Titel, Danchi Tsuma no Yuwaku (Seduction of the Condominium Wife), ein frühes Rollenspiel-Adventure mit Farbgrafik, die der achtfarbigen Palette des NEC PC-8001 Computers zu verdanken war. Es wurde ein Hit und verhalf Koei zu einem großen Softwareunternehmen.
Yūji Horii erinnerte sich 1986 daran, dass er Ende 1981 eine Demonstration eines Yakyūken-ähnlichen Spiels auf dem FM-8 gesehen hatte, und er hielt Yakyūken für den Ursprung der Spiele für Erwachsene. Einige Autoren behaupten, dass Yakyūken (1981), das von Hudson Soft für Sharp MZ Computer produziert wurde, das erste japanische Spiel für Erwachsene war.
Im Jahr 1999 veröffentlichte Key Kanon. Es enthält etwa 7 kurze erotische Szenen in einer gefühlvollen Geschichte von der Größe eines langen Romans (später wurde auch eine Version für Erwachsene veröffentlicht). Kanon wurde über 300.000 Mal verkauft.
Als Reaktion auf den zunehmenden Druck japanischer Lobbygruppen kündigte Sega of Japan Mitte 1996 an, keine Nacktszenen mehr in Sega-Saturn-Spielen zuzulassen. Viele Videospiele mit Fanservice und sexuellem Inhalt enthalten kurze Nacktheit. Die mit „M“ bewertete Serie Senran Kagura enthält sowohl im Spiel als auch in den Zwischensequenzen einige Nacktheit, aber die Genitalien werden nicht gezeigt. Spiele mit Fanservice, die als „T“ eingestuft sind, wie Hyperdimension Neptunia, bieten ähnliche Inhalte, aber weniger als Senran Kagura. Seit 2018 hat Sony jedoch neue Vorschriften für PlayStation-4-Spiele mit Fanservice und sexuellen Inhalten erlassen. Für die lokalisierte Version von Senran Kagura Burst Re:Newal wurde der „Intimacy Mode“, ein Modus, in dem der Spieler mit den Körpern der Charaktere spielen kann, entfernt, aber im Vergleich dazu ist dieser Modus immer noch in den vorherigen Titeln der Serie Senran Kagura: Estival Versus und Senran Kagura: Peach Beach Splash. Die PC-Version von Burst Re:Newal wurde nicht geändert. Viele andere aktuelle PS4-Spiele mit sexuellem Inhalt sind mit dem gleichen Problem von Sony konfrontiert, darunter Neptunia, Date a Live: Rio Reincarnation, Death end re;Quest und die Nekopara-Serie, obwohl Sony Nacktheit und eine Sexszene in The Last of Us Part II erlaubte. Diese Kontroverse war zu einem Problem für die Entwicklung von Senran Kagura 7even geworden, so dass der Verlag Marvelous das Spiel nun überdenkt und der Serienproduzent Kenichiro Takaki Marvelous verlässt.

## Belästigung
Zu den Belästigungen gehören sexistische Beleidigungen oder Kommentare, Mord- oder Vergewaltigungsdrohungen, die Forderung nach sexuellen Gefälligkeiten im Austausch gegen virtuelles oder reales Geld oder Kritik an der Anwesenheit von Frauen und ihren Interessen. In einigen Fällen werden weibliche Spieler auch gestalkt, sei es online oder offline.
Frauen werden manchmal als „Eindringlinge“ ausgegrenzt, da angenommen wird, dass sie keine Videospiele spielen, die nicht mit weiblichen Spielern assoziiert werden, wie z. B. Die Sims, Musikspiele oder Gelegenheitsspiele. Umgekehrt konzentrieren sich die Beleidigungen gegenüber Männern hauptsächlich auf ihre angeblich mangelnde Männlichkeit, weil sie „Mädchenspiele“ spielen oder Gewaltspiele nicht mögen. Infolgedessen können Frauen auf Kongressen, bei Wettbewerben oder in Videospielgeschäften beleidigendem Verhalten ausgesetzt sein. Dies kann auch weibliche Spieler, Journalisten oder Spieleentwickler betreffen, selbst wenn sie eingeladen werden, auf einer Konferenz zu sprechen oder ein Spiel vorzustellen. Seit der Veröffentlichung des NES wird der Videospielwerbung vorgeworfen, diese Tendenz zu verstärken, indem sie sich nur an Männer wendet. In den 1980er Jahren hörten Frauen auf, in der Werbung Videospiele zu spielen, und man begann, spärlich bekleidete Frauen auf Spielecovern und Anzeigen zu verwenden. Einige Frauen sahen sich mit der Ablehnung ihrer nicht-sexualisierten weiblichen Charakterentwürfe konfrontiert, und andere berichteten über Sexuelle Belästigung am Arbeitsplatz.
Im Jahr 2014 führte die International Game Developers Association eine Umfrage durch, die die mangelnde Professionalität aufzeigte, mit der Frauen im Bereich der Spieleentwicklung konfrontiert sind. Zum einen berichteten Frauen über Missachtung durch ihre untergeordneten männlichen Kollegen. Die Studie zeigte auch, dass weiße Männer bei der Besetzung von Führungspositionen und während des gesamten Einstellungsverfahrens bevorzugt wurden. Die befragten weiblichen Entwicklerinnen berichteten auch, dass sie in ihrem Bereich nicht ernst genommen wurden und stattdessen mit unangemessenem Verhalten von männlichen Kollegen konfrontiert wurden, wie z. B. mit der Verführung zur Teilnahme an Dates.
Bei Online-Videospielen kann es zu extremem Sexismus gegenüber Frauen kommen: 65 % der Frauen berichteten von sexueller Belästigung in diesem Umfeld. Im Vergleich zu ihren männlichen Kollegen sind Frauen dreimal so vielen abfälligen oder beleidigenden Bemerkungen ausgesetzt, die von Spielern anonym gemacht werden können.
Videospielkonferenzen wurden dafür kritisiert, dass sie sexualisierte Werbung wie z. B. „Booth Babes“ verwenden, ein erniedrigendes Bild von Frauen vermitteln und die Belästigung weiblicher Teilnehmer nicht unterbinden. Dies hat einige dazu veranlasst, Verhaltenskodizes für den Umgang mit diesen Problemen zu verabschieden oder zu teilen.
Eine Form der Belästigung besteht darin, dass die Täter ihren Benutzernamen so ändern, dass er sexistische oder rassistische Ausdrücke enthält, wenn sie bei Live-Streams Kommentare hinterlassen, so die Gamerin Amira Virgil.

### Häufigkeit
Beleidigungen sind bei Online-Spielen keine Seltenheit. Laut Stephen Toulouse (Moderator des Online-Gaming-Dienstes Xbox Live) waren zwischen 2007 und 2012 Frauen das häufigste Ziel von Belästigungen. Die Daten von Riot Games führen jedoch Rassismus und Homophobie als die größten Probleme an. Darüber hinaus werden in Online-Spielen fast ständig abwertende Worte für Homosexualität verwendet.
Eine Studie der Universität Ohio aus dem Jahr 2012 zeigte, dass dieselbe Person, die Halo 3 online mit einem männlichen und einem weiblichen Profil spielte und dabei aufgezeichnete Sprachnachrichten verwendete, mit dem weiblichen Profil dreimal mehr negative Kommentare erhielt, obwohl der Spielstand ähnlich war. Selbst die Begrüßung zu Beginn eines Spiels konnte zu sexistischen Beleidigungen gegen das weibliche Profil führen. Eine Studie aus dem Jahr 2015 über die Interaktionen von Halo-3-Spielern ergab, dass weniger gute männliche Spieler dazu neigen, häufige, böse Kommentare gegenüber weiblichen Spielern abzugeben. Die Forscher vermuteten, dass die schlecht spielenden Männer „versuchen, die Leistung einer Frau zu ignorieren und ihre Störung in der Hierarchie zu unterdrücken, um ihren sozialen Rang zu behalten“.
In einer ethnografischen Studie über Xbox Live schrieb Kishonna Gray, dass ein Großteil des Rassismus und Sexismus auf der Spieleplattform durch sprachliches Profiling begünstigt wird. Linguistisches Profiling ist vergleichbar mit Racial Profiling oder Gender Profiling, basiert aber auf Stimme und Sprache und nicht auf dem Aussehen. Es ist in Spielumgebungen üblich, die sich eher auf Sprachkommunikation als auf Text stützen. Es gibt bestimmte sprachliche Stereotypen, die mit der Stimme einer Person in Verbindung gebracht werden können, wodurch Frauen allein aufgrund ihres Klangs anfälliger für Diskriminierung sind.
Eine Studie aus dem Jahr 2006 zeigte, dass 83,4 % der Gamer die Worte „schwul“ oder „queer“ als abwertende Bezeichnungen erlebt hatten und dass 52,7 % der schwulen Gamer die Gaming-Community als „etwas feindselig“ und 14 % als „sehr feindselig“ empfanden.
Laut Lucy Waterlow scheint es in der Videospielindustrie eine lange Geschichte sexueller Belästigung zu geben, und Frauen, die in Online-Foren wie Call-of-Duty-Videospiele spielen, werden neben anderen Verunglimpfungen oft gesagt, sie sollten „zurück in die Küche gehen“. Der demografische Wandel in der Videospiel-Community (ein zunehmender Anteil der Videospieler ist, wie es scheint, weiblich) hat jedoch zu bestimmten Konsequenzen geführt. Die größte Veränderung in Bezug auf die Spieler von Videospielen ist das Geschlechterverhältnis. Dies bedeutet, dass mehr Frauen als je zuvor Videospiele spielen und fast die Parität mit der Zahl der Männer, die Videospiele spielen, erreicht haben. Die sichtbarste und unmittelbarste Auswirkung davon war der Widerstand von Männern und sogar einigen Frauen innerhalb der Branche.
Kritiker haben festgestellt, dass die sexuelle Belästigung von Frauen in der Videospiel-Community immer weiter um sich greift. Eine von Kate O’Halloran im Jahr 2017 durchgeführte Studie ergab, dass Frauen in Online-Videospielen fast noch stärker belästigt werden als im echten Leben, während Männer von anderen Männern bevorzugt behandelt werden. Die unterschiedliche Behandlung von Frauen schmälert den Wunsch von Frauen, an Videospielen teilzunehmen oder, wie O’Halloran feststellte, ihre Geschlechtsidentität vollständig zu verbergen und anderen Spielern zu erlauben, ihr Geschlecht anzunehmen. Liliana Braumberger, eine Teilnehmerin an O’Hallorans Studie, führt dies auf die Tatsache zurück, dass die Männer, die diese Form der sexuellen Belästigung ausüben, die Unsichtbarkeit und Anonymität genießen, die mit der Teilnahme an einem Online-Server einhergeht, und dass Männer ein gewisses Anspruchsdenken haben, das zur Unsichtbarkeit von Frauen führt. Sie ist der Meinung, dass diese Diskriminierung und Auslöschung potenziell die gleichen Auswirkungen auf andere Menschen haben, die sich nicht als Männer identifizieren, nicht unbedingt nur auf Frauen.

### Die Auswirkungen von #MeToo auf die Videospielindustrie
Im Oktober 2017 machte die #MeToo-Bewegung Anschuldigungen wegen sexueller Belästigung gegen mehrere wichtige und hochrangige Persönlichkeiten vor allem aus der Unterhaltungsbranche bekannt. Als Reaktion auf die wachsende Zahl von Belästigungsvorwürfen gaben mehrere wichtige Persönlichkeiten aus dem Bereich der Spielemedien oder des Verlagswesens öffentliche Erklärungen ab, in denen sie ihre Gedanken darüber darlegten, dass in der Branche mehr getan werden müsse, um besser mit Belästigungen umzugehen, darunter Jennifer MacLean, Executive Director der International Game Developers Association, und Kate Edwards, die ehemalige Direktorin, Joe Smedley von Sony Online Entertainment und Mike Wilson von Devolver Digital. Die IGDA hat inzwischen eine öffentliche Erklärung veröffentlicht, in der sie „die Verbreitung von sexueller Belästigung und Übergriffen in unserer Gemeinschaft“ kritisiert und „Maßnahmen von jedem Spieleentwickler fordert, um die Sicherheit und Unterstützung aller unserer Kollegen und Community-Mitglieder zu gewährleisten. Wir alle müssen besser daran arbeiten, alle Spieleentwickler willkommen zu heißen und zu schützen, damit unsere Community, unser Handwerk und unsere Branche gedeihen können.“ Während einige Kommentatoren dazu aufriefen, in der gesamten Branche Maßnahmen zu ergreifen, um toxisches Verhalten an den Pranger zu stellen, argumentierte Brianna Wu, die während der Gamergate-Kontroverse zu den Betroffenen gehörte, aus ihrer Erfahrung heraus, dass die Videospielbranche kein System zur Unterstützung der Frauen habe, die sich gemeldet haben, und daher das Schweigen zu solchen Themen bevorzuge.
Im Januar 2018 zog die Game Developers Conference nach einem öffentlichen Aufschrei den Pioneer Award für Nolan Bushnell zurück, nachdem Enthüllungen über frühe Atari-Meetings, die unter anderem in Whirlpools stattfanden, bekannt wurden. Während die Entscheidung teilweise kritisiert wurde, unter anderem von einigen der führenden Frauen bei Atari in dieser Zeit, unterstützte Bushnell selbst die Entscheidung und lobte die GDC dafür, dass sie sicherstellt, dass ihre Institution das widerspiegelt, was richtig ist, insbesondere in Bezug darauf, wie Menschen am Arbeitsplatz behandelt werden sollten.
In einem Meinungsbeitrag in The Guardian vom Januar 2018 spekulierte die Journalistin Keza McDonald, dass die Videospielbranche einen ähnlichen „#MeToo-Moment“ erleben würde, aber noch nicht bereit sei. McDonald wies auf einige wenige Fälle hin, in denen Maßnahmen ergriffen wurden, stellte jedoch fest, dass „es keine Massenbewegung von Frauen gab, die ihre Geschichten über Belästigung am Arbeitsplatz vortrugen“, und vermutete, dass die Belästigung von Personen im Zusammenhang mit #1reasonwhy und #Gamergate Frauen davon abhielt, sich „weiteren Belästigungen, Opferbeschuldigungen und unangenehmen beruflichen Konsequenzen auszusetzen“.
Im August 2019, nachdem Nathalie Lawhead Anschuldigungen wegen sexueller Übergriffe gegen Jeremy Soule erhoben hatte, brachten mehrere andere Frauen und nicht-binäre Menschen weitere Anschuldigungen wegen sexueller Übergriffe, Belästigung und Missbrauch gegen Mitglieder der Branche vor, darunter auch einige, deren Anzeigen in der Vergangenheit allgemein übersehen worden waren. Eine Reihe von Branchenmitgliedern gründete eine „Times Up“-Gruppe, um andere Frauen zu ermutigen, über Ereignisse aus ihrer Vergangenheit zu sprechen. Anita Sarkeesian erklärte, dies könnte der erwartete #MeToo-Moment für die Branche sein.
Eine ähnliche Welle von Anschuldigungen wegen sexueller Belästigung und Fehlverhaltens gab es im Juni 2020. Am 19. Juni 2020 wurden erste Vorwürfe gegen einen der beliebten Destiny-2-Spieler auf Twitch von mehreren Frauen erhoben, die diesem Spieler unangemessenes Verhalten sowohl online als auch offline vorwarfen. Dies führte dazu, dass sich mindestens siebzig Frauen aus der Branche zu anderen Twitch-Streamern äußerten, die ein ähnlich unangemessenes Verhalten an den Tag gelegt hatten, darunter auch Omeed Dariani, der CEO der Online Performers Group, einer Talentagentur, die viele Twitch-Streamer vertritt. Dariani entschuldigte sich für sein früheres Verhalten und trat daraufhin von seinem Posten zurück. Twitch wurde auch dafür kritisiert, dass es ein solches Verhalten zulässt, und der Dienst erklärte, dass er alle gemeldeten Vorfälle prüfen und gegebenenfalls mit den Strafverfolgungsbehörden zusammenarbeiten werde. Der Vorfall führte dazu, dass weitere Anschuldigungen wegen Fehlverhaltens gegen verschiedene Mitglieder der Videospielindustrie und anderer eng verwandter Branchen erhoben wurden, darunter der freiberufliche Autor Chris Avellone, der CEO von Cards Against Humanity Max Temkin (der nach den Anschuldigungen zurücktrat), der Künstler Noah Bradley von Wizards of the Coast (der nach den Anschuldigungen entlassen wurde) und der Creative Director von Ubisoft Ashraf Ismail (der von seiner Position zurücktrat, um sich um seine persönlichen Angelegenheiten zu kümmern). Sowohl Ubisoft als auch Insomniac Games haben sich zu weiteren Vorwürfen sexueller Belästigung ihrer Mitarbeiter geäußert und erklärt, dass sie diese Vorwürfe ernst nehmen und die Angelegenheiten intern untersuchen werden. Die Vorwürfe richteten sich gegen den CEO der Evolution Championship Series (EVO), Joey Cuellar, der daraufhin entlassen wurde. Mehrere Verlage, die die Veranstaltung unterstützt hatten, zogen sich aufgrund dieser Nachricht zurück, und die EVO-Veranstaltung, die aufgrund der COVID-19-Pandemie bereits als Online-Event überarbeitet worden war, wurde daraufhin abgesagt. Die #MeToo-Bewegung hat jedoch, ausgehend von der Nachfrage des Publikums, teilweise ihren Weg in die Spieleindustrie gefunden und ist derzeit auf dem Vormarsch. Immer mehr Spieler möchten ihr Gameplay erweitern und Protagonisten unterschiedlicher Identitäten spielen, um die Welt mit den Augen einer anderen Person sehen zu können. Daher beginnt die #MeToo-Bewegung, in die Spieleindustrie selbst vorzudringen.
In ihrer Studie aus dem Jahr 2022 stellten Kuss et al. fest, dass Frauen beim Spielen anders behandelt wurden als männliche Spieler, wenn ihr Geschlecht bekannt war. Sie wurden mit persönlichen Fragen und einer Sonderbehandlung konfrontiert, wenn sie auch nur als Frau erschienen. Daher zogen es viele Frauen vor, mit männlichen Avataren zu spielen, um keine Aufmerksamkeit auf ihr Geschlecht zu lenken.
Gamergate wurde als ein Kulturkrieg über kulturelle Diversifizierung, künstlerische Anerkennung, Feminismus in Videospielen, Sozialkritik in Videospielen und die soziale Identität von Spielern beschrieben. Viele Unterstützer von Gamergate wandten sich gegen den zunehmenden Einfluss des Feminismus und der so genannten „Social Justice Warriors“ auf die Videospielkultur. Gamergate veranlasste Persönlichkeiten innerhalb und außerhalb der Spieleindustrie dazu, sich auf Methoden zum Umgang mit Online-Belästigung, Möglichkeiten zur Schadensminimierung und zur Verhinderung ähnlicher Vorfälle zu konzentrieren. Gamergate wurde als ein Beitrag zur Alt-Right und anderen rechten Bewegungen angesehen.
2013 veröffentlichte Zoë Quinn, eine unabhängige Spieleentwicklerin, Depression Quest, ein textbasiertes Spiel, das die Erfahrung von Depressionen durch eine Reihe von fiktiven Szenarien vermitteln soll, die zum Teil auf Quinns eigenen Erfahrungen mit der Krankheit basieren. Quinn wurde nach der Veröffentlichung des Spiels mehrere Monate lang belästigt und erhielt unter anderem Vergewaltigungs- und Todesdrohungen. Quinn dokumentierte die Belästigungen, die sie erfuhren, und sprach offen mit den Medien darüber, was zu noch intensiveren Beschimpfungen gegen sie führte, einschließlich der Veröffentlichung ihrer Wohnadresse im Internet. Die Spieleentwicklerin Zoë Quinn war das erste Ziel der Belästigungskampagne.
In dem Blog wurde fälschlicherweise behauptet, dass Quinn im Gegenzug für ihre sexuelle Beziehung zu Nathan Grayson, einem Reporter der Spiele-Websites Kotaku und Rock Paper Shotgun, eine positive Rezension für Depression Quest erhalten habe. Gjoni sagte später, er habe „keine Beweise“ für einen sexuellen Interessenkonflikt seitens Quinns. Grayson hat nie eines von Quinns Spielen rezensiert, und sein einziger Kotaku-Artikel, in dem er sie erwähnt, wurde veröffentlicht, bevor ihre Beziehung begann. Wie The Daily Dot berichtet, nutzten Gamer den Blog von Gjoni dennoch, um Quinn ohne Beweise zu beschuldigen, Sex gegen beruflichen Aufstieg einzutauschen.
Ein Link zu dem Blog wurde auf 4chan gepostet, wo sich viele Nutzer zuvor sehr kritisch über Depression Quest geäußert hatten, was zu erneuten Angriffen auf Quinn führte. Nach Gjonis Blogbeitrag wurden Quinn und ihre Familie einer heftigen und oft frauenfeindlichen Belästigungskampagne ausgesetzt. Die Online-Angreifer von Quinn verwendeten zunächst die Bezeichnung „Quinnspiracy“ und übernahmen später den Hashtag „#Gamergate“, der von dem Schauspieler Adam Baldwin geprägt wurde, der mit seinen fast 190.000 Twitter-Followern zur Verbreitung des Hashtags beitrug. Die Belästigung von Gamergate-Zielpersonen wurde über Internet Relay Chat koordiniert und verbreitete sich schnell über Imageboards und Foren wie 4chan und Reddit.
Weniger als vier Monate nach Beginn von Gamergate war Quinns Rekord an Drohungen, die sie erhalten hatten, um das 1.000-fache gestiegen. Kommentatoren innerhalb und außerhalb der Videospielbranche verurteilten die Angriffe gegen Quinn. Quinn floh erneut von zu Hause, um bei Freunden unterzukommen.
Gamergate wurde als Ausdruck von Sexismus und Frauenfeindlichkeit innerhalb der Spielkultur beschrieben; seine Hauptthemen sind der Widerstand gegen den Feminismus und die so genannten „Social Justice Warriors“, die als Bedrohung für die traditionellen Videospiele wahrgenommen werden. Die größere Sichtbarkeit von Frauen in der Spieleindustrie hat zu einem entsprechenden Anstieg der gegen sie gerichteten geschlechtsspezifischen Belästigungen und Einschüchterungen geführt. Unter Mainstream-Journalisten gilt die Belästigungskampagne, die unter dem Namen Gamergate bekannt wurde, als sinnbildlich für diese Welle der Online-Frauenfeindlichkeit. Laut Sarah Kaplan von der Washington Post ist „Sexismus in Spielen ein seit langem dokumentiertes, viel diskutiertes, aber scheinbar unlösbares Problem“ und wurde zum Kernpunkt der Gamergate-Kontroverse. Jaime Weinman schrieb in Maclean's: „Ob es nun beabsichtigt war oder nicht, bei GamerGate geht es hauptsächlich um Frauen“. In einer Diskussion über Gamergate in ihrem ESPN-Blog verglich Jane McManus die Frauenfeindlichkeit in der Gaming-Branche mit derjenigen, mit der die ersten Frauen im Sport konfrontiert waren. Im Oktober 2015 bezeichnete der kanadische Premierminister Justin Trudeau Themen wie Gamergate und Frauenfeindlichkeit in Videospielen als „etwas, gegen das wir uns klar positionieren müssen“.
Sexismus und Frauenfeindlichkeit waren bereits vor den Ereignissen von Gamergate als Probleme in der Videospielindustrie und der Online-Community erkannt worden. Sarkeesian vertrat die Ansicht, dass das Internet ein „Jungen-Klo-Gefühl“ vermittelt, bei dem männliche Nutzer versuchen, sich gegenseitig zu zeigen, was zu eskalierenden Fällen von Belästigung in Situationen wie Gamergate führt. Im März 2014 schrieb der Spieledesigner Cliff Bleszinski einen Blogbeitrag, in dem er den „latenten Rassismus, die Homophobie und die Frauenfeindlichkeit“ kommentierte, die in der Online-Gaming-Community existieren. In einem Interview mit Develop vom November 2014 sagte Wu, dass die Spieleindustrie „seit 30 Jahren ein Männerclub“ sei und dass die gängige Darstellung von Frauen als „Sexsymbole und Jungfrauen in Not“ in Videospielen dazu geführt habe, dass die Spieler dieselbe Haltung einnehmen. Brendan Sinclair, der für GamesIndustry.biz schrieb, erklärte, dass die Ereignisse der Gamergate-Kontroverse „verwerflich und traurig“ seien und „diese Industrie einige tiefgreifende Probleme im Umgang mit Frauen hat“.
Viele Kommentatoren haben gesagt, dass die Belästigungen im Zusammenhang mit Gamergate aus diesem bestehenden Brunnen tief verwurzelter Frauenfeindlichkeit stammen und dass sie lediglich durch die Anonymität des Internets in den Vordergrund gerückt wurden. Lisa Nakamura, Professorin für digitale Studien an der Universität von Michigan, schrieb, dass Gamergate „der Welt das Ausmaß der Frauenfeindlichkeit im Gaming-Bereich gezeigt hat“. In einem Interview mit der BBC erklärte Quinn: „Bevor [Gamergate] einen Namen hatte, ging es nur darum, mich dazu zu bringen, mich umzubringen, Leute dazu zu bringen, mich zu verletzen, meine Familie zu verfolgen. [...] Von Ethik im Journalismus ist überhaupt nicht die Rede, abgesehen davon, dass man jeder erfolgreichen Frau das Gleiche vorwirft: dass sie offensichtlich nur deshalb so weit gekommen ist, weil sie mit jemandem Sex hatte.“ Danielle Citron von der University of Maryland schrieb, dass die Absicht dieser Art von Belästigung darin besteht, das Opfer zu erniedrigen, es an seiner eigenen Integrität zweifeln zu lassen und die Identität des Opfers neu zu definieren, um „grundlegend zu entstellen, wer es ist“.
Die Zielscheibe der Gamergate-Anhänger waren überwiegend Frauen, selbst wenn Männer für die vermeintlichen Vergehen verantwortlich waren. Simon Parkin stellte in The New Yorker fest, dass Quinn angegriffen wurde, während der männliche Journalist, der fälschlicherweise beschuldigt wurde, ihre Arbeit positiv zu bewerten, weitgehend ungeschoren davonkam, was die Kampagne als „Vorwand, um weitere Belästigungen von Frauen in der Branche zuzulassen“ entlarvte. In der New York Times berichtete Chris Suellentrop, dass eine Petition darauf abzielte, eine weibliche Kollegin zu entlassen, weil sie die Darstellung von Frauen in Grand Theft Auto V kritisierte, während er und viele andere männliche Kritiker ähnliche Bedenken äußerten, aber nicht mit ähnlichen Repressalien konfrontiert wurden. Die meisten Kommentatoren haben Gamergate als eine Bewegung beschrieben, die hauptsächlich aus weißen Männern besteht, obwohl einige Befürworter sagten, dass sie einen beachtlichen Anteil an Frauen, Minderheiten und LGBT-Mitgliedern umfasst.
Kritiker der Bewegung haben sie als eine Art frauenfeindlichen Terrorismus bezeichnet. Ryan Cooper bezeichnete die Belästigungskampagne in der Zeitschrift The Week als „eine Form des Online-Terrorismus“ die darauf abzielt, den Trend in der Spielkultur hin zu einer zunehmenden Akzeptanz von Frauen umzukehren, und erklärte, dass soziale Medienplattformen ihre Richtlinien und den Schutz vor Drohungen und Missbrauch verschärfen müssen. Die Akademikerin Cindy Tekobbe sagte im Iowa Public Radio, dass die Belästigungskampagne darauf abziele, Frauen aus dem öffentlichen Raum zu vertreiben und sie einzuschüchtern, damit sie schweigen. Prof. Joanne St. Lewis von der University of Ottawa erklärte, dass die Belästigungen und Drohungen von Gamergate als terroristische Handlungen betrachtet werden sollten, da die Täter versuchen, Frauen zu schaden und sie daran zu hindern, sich zu wehren oder andere zu verteidigen.

## Reaktion der Spielindustrie
Die Belästigung von Quinn, Sarkeesian, Wu und anderen veranlasste prominente Branchenvertreter dazu, die Gamergate-Angriffe zu verurteilen, weil sie der Videospiel-Community und der öffentlichen Wahrnehmung der Branche schaden. Laura Parker von Vanity Fair erklärte, dass die Gamergate-Situation dazu geführt hat, dass Menschen außerhalb der Videospielindustrie „mit Beweisen für die Videospiel-Community als giftigen und unwillkommenen Ort überschwemmt wurden“, was ihre negative Meinung über Videospiele noch verstärkt hat. Der unabhängige Spieleentwickler Andreas Zecher schrieb einen offenen Brief, in dem er die Community aufforderte, sich gegen die Angriffe zur Wehr zu setzen, und erhielt dafür die Unterschriften von mehr als zweitausend Fachleuten aus der Spielebranche. Viele in der Branche sahen die Unterschriften „als Beweis dafür, dass die Leute, die Quinn und Sarkeesian bösartig angriffen, nicht repräsentativ für die Videospielindustrie insgesamt waren“. Jenn Frank, die für The Guardian schrieb, beschrieb die Taktik der Belästigungskampagne und das Klima der Angst, das sie durch ihre Angriffe auf Frauen und ihre Verbündeten erzeugte, und kam zu dem Schluss, dass dieses entfremdende und missbräuchliche Umfeld nicht nur Frauen, sondern auch der gesamten Branche schaden würde. Frank selbst wurde wegen dieses Artikels stark belästigt und kündigte an, den Spielejournalismus aufzugeben. Der Spieledesigner Damion Schubert schrieb, dass Gamergate „eine beispiellose Katastrophe“ sei und dass die Unterdrückung von Kritik an Spielen den Spieleentwicklern schade, da sie ihnen das Feedback vorenthalte. Mehrere Videospielentwickler, Journalisten und Gamer mit unterschiedlichem geschlechtlichen, rassischen und sozialen Hintergrund verwendeten neue Twitter-Hashtags wie #INeedDiverseGames, #StopGamergate2014 und #GamersAgainstGamergate, um ihre Solidarität mit den von der Belästigung betroffenen Personen und ihren Widerstand gegen die reaktionären Botschaften der Gamergate-Anhänger zu bekunden.
Die Electronic Frontier Foundation bezeichnete Gamergate als einen „Magneten für Belästigungen“ und wies auf das mögliche finanzielle Risiko für Unternehmen hin, die sich auf Social-Media-Plattformen damit auseinandersetzen. Die Entertainment Software Association (ESA) gab eine Erklärung ab, in der sie die Belästigungen verurteilte und erklärte, dass „persönliche Angriffe und Drohungen keinen Platz in der Videospiel-Community – oder in unserer Gesellschaft – haben“. Der Präsident der ESA, Mike Gallagher, stellte in einer Rede auf der Electronic Entertainment Expo im Juni 2015 klar, dass sich die ESA nicht stärker einmischte, da sie der Meinung war, dass es sich um einen Streit handelte, der außerhalb ihrer Branche lag und ihre Einmischung störend gewesen wäre, lobte aber die Bemühungen zur Bekämpfung von Belästigungen, die der Branche in Zukunft zugutekommen werden. Auf der BlizzCon 2014 prangerte Mike Morhaime, Präsident und Mitbegründer von Blizzard Entertainment, die jüngsten Belästigungen an und beschuldigte eine „kleine Gruppe von Leuten, die wirklich schreckliche Dinge getan haben“ und „unseren Ruf“ als Gamer „beflecken“. Er rief die Teilnehmer dazu auf, sich gegenseitig mit Freundlichkeit zu behandeln und der Welt zu zeigen, dass die Community Belästigungen ablehnt. Seine Aussagen wurden weithin als Anspielung auf Gamergate interpretiert. Die CEOs der amerikanischen und der europäischen Niederlassung von Sony Computer Entertainment, Shawn Layden bzw. Jim Ryan, erklärten, dass die Belästigung und das Mobbing absolut entsetzlich seien und dass solch unangemessenes Verhalten bei Sony nicht toleriert werde. Die schwedische Spieleindustrie gab eine Erklärung ab, in der sie die Belästigung und den Sexismus von Gamergate-Anhängern anprangerte. Im Jahr 2016 verurteilte Nintendo of America Gamergate und bezeichnete es als „Online-Hasskampagne“ und erklärte, dass „Nintendo die Belästigung von Einzelpersonen in jeder Form entschieden ablehnt“.
Die Reaktionen auf Gamergate haben die Videospielindustrie dazu ermutigt, ihre Behandlung von Frauen und Minderheiten zu überdenken und Änderungen vorzunehmen, um sie zu unterstützen. Intel hat nach seiner versehentlichen Verwicklung in Gamergate mehr als 300 Millionen Dollar zugesagt, um ein „Diversity in Technology“-Programm mit Partnern wie Sarkeesians Organisation Feminist Frequency und der IGDA zu unterstützen, das darauf abzielt, die Anzahl von Frauen und Minderheiten in der Branche zu erhöhen. Der Vorstandsvorsitzende von Intel, Brian Krzanich, erklärte bei der Ankündigung des Programms, dass es nicht ausreicht, zu sagen, dass wir Wert auf Vielfalt legen, und dann unsere Branche nicht vollständig zu repräsentieren“. Peter Moore, COO von Electronic Arts (EA), sagte, die Kontroverse habe EA dazu veranlasst, mehr auf Vielfalt und Inklusion zu achten, und erklärte gegenüber Fortune: „Wenn Gamergate irgendeinen Nutzen hatte, [...] dann denke ich, dass es uns dazu veranlasst, manchmal zweimal nachzudenken“. In einem Gespräch mit der Seattle Times über die Belästigung durch Gamergate sagte die IGDA-Geschäftsführerin Kate Edwards: „Die Spielkultur ist schon seit langem ziemlich frauenfeindlich. Dafür gibt es immer wieder reichlich Beweise... Was wir jetzt endlich sehen, ist, dass es so ungeheuerlich geworden ist, dass die Unternehmen langsam aufwachen und sagen: „Wir müssen das stoppen. Das muss sich ändern.“
Auf der Electronic Entertainment Expo 2015 gab es deutlich mehr weibliche Protagonisten in diesen neuen Spielen und auch mehr sichtbare Präsenz von Frauen auf der Veranstaltung. Einige Kommentatoren bezeichneten dies als eine Reaktion auf Gamergate und eine Ablehnung der frauenfeindlichen Gamergate-Belästigung.
Das 2015 erschienene Spiel Batman: Arkham Knight nimmt mit dem Hashtag #CrusaderGate Bezug auf Gamergate, mit dem der Riddler erfolglos versucht, das Internet gegen Batman aufzubringen; in seinem Bedauern über das Scheitern bezeichnet der Riddler diejenigen, die den Hashtag verwenden, als „idiotisches und leicht erregbares Gesindel“.

### Rollen in der Industrie
Videospiele haben einen großen Netzwerkeffekt, der sich auf viele verschiedene Sektoren auswirkt, die in die größere Videospielindustrie eingebunden sind. Während die Videospielentwickler einen großen Teil der Branche ausmachen, gibt es weitere wichtige Marktteilnehmer:
Verleger: Unternehmen, die im Allgemeinen dafür sorgen, dass das Spiel vom Entwickler auf den Markt gebracht wird. Dazu gehören oft auch das Marketing, die Öffentlichkeitsarbeit und die Werbung für das Spiel. Die Verleger bezahlen die Entwickler häufig im Voraus für die Herstellung ihrer Spiele und sind an wichtigen Entscheidungen über die Richtung des Spielfortschritts beteiligt und zahlen den Entwicklern dann zusätzliche Tantiemen oder Boni auf der Grundlage der Verkaufszahlen. Andere kleinere Boutique-Publisher bieten lediglich an, die Veröffentlichung eines Spiels gegen eine geringe Gebühr und einen Anteil am Verkaufserlös zu übernehmen, und überlassen dem Entwickler ansonsten die kreative Freiheit, weiterzumachen. Dazwischen gibt es eine Reihe weiterer Beziehungen zwischen Verlag und Entwickler.
Distributoren: Verlage sind oft in der Lage, ihre eigenen Spielmedien zu produzieren und die Rolle des Vertreibers zu übernehmen, aber es gibt auch Drittvertreiber, die Spielmedien in Massenproduktion herstellen und an Einzelhändler vertreiben können. Digitale Storefronts wie Steam und der iOS App Store dienen ebenfalls als Distributoren und Einzelhändler im digitalen Raum.
Einzelhändler: Physische Geschäfte, zu denen große Online-Händler, Kaufhäuser, Elektronikmärkte und Videospiel-Fachgeschäfte gehören, verkaufen Spiele, Konsolen und anderes Zubehör an die Verbraucher. In bestimmten Regionen hat sich auch ein Tauschmarkt entwickelt, auf dem Spieler gebrauchte Spiele gegen Teilrückerstattung oder Gutschrift für andere Spiele abgeben können. Mit dem Aufkommen digitaler Marktplätze und der E-Commerce-Revolution haben die Einzelhändler jedoch schlechter abgeschnitten als in der Vergangenheit.
Hardware-Hersteller: Die Hersteller von Videospielkonsolen produzieren Konsolenhardware, oft über ein Wertschöpfungskettensystem, das zahlreiche Komponentenlieferanten und Vertragshersteller umfasst, die die Konsolen zusammenbauen. Außerdem verlangen diese Konsolenhersteller in der Regel eine Lizenz für die Entwicklung für ihre Plattform und können die Produktion einiger Spiele kontrollieren, wie es Nintendo mit der Verwendung von Spielkassetten für seine Systeme tut. Im Gegenzug helfen die Hersteller bei der Vermarktung von Spielen für ihr System und bemühen sich möglicherweise um Konsolenexklusivität für bestimmte Spiele. Für Spiele auf Personalcomputern gibt es eine Reihe von Herstellern, die sich der Hochleistungshardware für „Spielcomputer“ widmen, insbesondere im Bereich der Grafikkarten; einige dieser Unternehmen überschneiden sich auch mit den Zulieferern von Komponenten für Konsolen. Darüber hinaus gibt es eine Reihe von Drittherstellern, die Ausrüstung und Zubehör für Konsolen nach dem Verkauf anbieten, z. B. zusätzliche Controller für die Konsole oder Tragetaschen und Zubehör für Handheld-Geräte.
Journalismus: Während der Journalismus rund um Videospiele früher in erster Linie auf Printmedien basierte und sich mehr auf Rezensionen nach der Veröffentlichung und Spielstrategien konzentrierte, hat das Internet eine proaktivere Presse hervorgebracht, die Webjournalismus einsetzt und über Spiele in den Monaten vor der Veröffentlichung und darüber hinaus berichtet und so dazu beiträgt, schon vor der Veröffentlichung Begeisterung für Spiele zu wecken.
Influencer: Mit der zunehmenden Bedeutung der sozialen Medien haben Videospielunternehmen festgestellt, dass die Meinungen von Influencern, die ihre Spiele über Streaming-Medien anspielen, einen erheblichen Einfluss auf den Verkauf von Spielen haben, und nutzen Influencer neben dem traditionellen Journalismus als Mittel, um die Aufmerksamkeit für ihr Spiel vor der Veröffentlichung zu steigern.
E-Sport: Esports ist eine wichtige Funktion mehrerer Multiplayer-Spiele mit zahlreichen professionellen Ligen, die sich seit den 2000er Jahren etabliert haben, mit großen Zuschauerzahlen, insbesondere in Südostasien seit den 2010er Jahren.
Handels- und Interessenvertretungsgruppen: Fachverbände wie die Entertainment Software Association wurden gegründet, um der Branche eine gemeinsame Stimme zu geben, wenn es um die Belange von Regierungen und anderen Interessenvertretern geht. Sie richten häufig die großen Handelsveranstaltungen und Kongresse der Branche wie die E3 aus.
Gamer: Die Spieler und Konsumenten von Videospielen im weitesten Sinne. Während ihre Vertretung in der Branche in erster Linie durch den Verkauf von Spielen wahrgenommen wird, verfolgen viele Unternehmen die Kommentare von Spielern in sozialen Medien oder Nutzerbewertungen und arbeiten mit ihnen zusammen, um ihre Produkte zu verbessern, zusätzlich zu anderem Feedback aus anderen Teilen der Branche. Auch die demografische Entwicklung der größeren Spielergemeinschaft wirkt sich auf Teile des Marktes aus. Während der Markt früher von jüngeren Männern dominiert wurde, verschob er sich Mitte der 2010er Jahre hin zu Frauen und älteren Spielern, die in der Regel Handy- und Gelegenheitsspiele bevorzugten, was zu einem weiteren Wachstum in diesen Bereichen führte. Diese Spieler haben die Möglichkeit, Einfluss darauf zu nehmen, wie das Spiel in Zukunft aktualisiert werden kann, um ein besseres Spiel zu entwickeln.
Videospiele geben seit ihrer Einführung Anlass zur Besorgnis wegen der darin enthaltenen Gewaltdarstellungen, die sich in dem Maße verstärkt haben, wie die Technologie hinter den Videospielen die visuellen Details und den Realismus der Spiele verbessert hat. Videospiele werden oft als mögliche Ursache für gewalttätige Handlungen angesehen, insbesondere nach dem Massaker an der Columbine High School im Jahr 1999, aber akademische Studien haben noch keine stichhaltigen Beweise für einen Zusammenhang zwischen Gewalt in Videospielen und gewalttätigem Verhalten gefunden. Die American Psychological Association stellte 2015 fest, dass ein Zusammenhang zwischen der Nutzung von gewalttätigen Videospielen und aggressivem Verhalten beobachtet wurde. Es wurde jedoch festgestellt, dass „die Interpretationen dieser Auswirkungen sehr unterschiedlich ausfallen, was zu der öffentlichen Debatte über die Auswirkungen von Gewaltvideospielen beiträgt.“ 2017 stellte die Abteilung 46 (Gesellschaft für Medienpsychologie und Technologie) der American Psychological Association fest: „Es gibt kaum Belege für einen kausalen oder korrelativen Zusammenhang zwischen dem Spielen von Gewaltvideospielen und dem tatsächlichen Begehen von Gewalttaten.“ Trotz des Mangels an stichhaltigen Beweisen und akademischem Konsens haben Politiker und Aktivisten nach Möglichkeiten gesucht, den Verkauf von Gewaltvideospielen, insbesondere an Minderjährige, einzuschränken, da sie zu gewalttätigem Verhalten führen können. In den Vereinigten Staaten führte die Frage der Regulierung des Verkaufs von Videospielen sowohl zur Gründung des Entertainment Software Rating Board im Jahr 1994 als auch zum Grundsatzurteil des Obersten Gerichtshofs der Vereinigten Staaten im Jahr 2011 im Fall Brown gegen Entertainment Merchants Association, in dem entschieden wurde, dass Videospiele eine geschützte Kategorie der freien Meinungsäußerung sind und die Gesetzgebung zu solchen Verkaufsbeschränkungen blockiert. Laut dem Pew Research Center ergab eine Studie aus dem Jahr 2008, dass 97 % der Kinder im Alter von 12 bis 17 Jahren Videospiele spielen, wobei zwei Drittel der Kinder in der Studie eine Art Action- oder Abenteuerspiel spielen, das in der Regel gewalttätige Inhalte enthält. Eine weitere Analyse ergab, dass mehr als 50 % aller von der ESRB bewerteten Spiele Gewalt enthalten, was mehr als 90 % der Spiele umfasst, die als für Kinder ab 10 Jahren geeignet eingestuft werden.
Die Toleranz gegenüber sexuellen Themen in Videospielen variiert von Land zu Land. In den USA ist es zu Kontroversen über sexuelle Themen gekommen. So wurde beispielsweise im Juni 2005 ein ganzer Teil eines nicht verwendeten Codes im Hauptskript von Grand Theft Auto: San Andreas gefunden, der es dem Spieler ermöglichte, Geschlechtsverkehr mit den Freundinnen der Hauptfigur zu simulieren. Dieser Modus, Hot Coffee, konnte in der PC-Version über einen Mod und in den PS2- und Xbox-Versionen über Action-Replay-Codes aufgerufen werden. Die Szene befand sich auf der Disc und konnte durch Ändern einiger Bytes des Spielcodes mit einem Hex-Editor aufgerufen werden. Diese Funktion veranlasste das Entertainment Software Rating Board (ESRB), die Einstufung von San Andreas am 20. Juli 2005 auf „nur für Erwachsene“ zu ändern. Außerdem wurde das Spiel in vielen Geschäften aus dem Verkauf genommen. Rockstar Games verzeichnete in diesem Quartal einen Verlust von 28,8 Millionen Dollar. Dieser Vorfall wurde als Hot-Coffee-Mod-Kontroverse bezeichnet.
In Japan führte eine Kontroverse über eine Eroge namens Rape in 1989 dazu, dass das Spiel einige Monate nach seiner Veröffentlichung verboten wurde. Das Spiel RapeLay, eine japanische Eroge, deren Handlung sich um die Verfolgung und Vergewaltigung einer Mutter und ihrer beiden Töchter durch die Spielfigur dreht, sorgte ebenfalls für Kontroversen. Kampagnen gegen den Verkauf des Spiels führten dazu, dass es in vielen Ländern verboten wurde. Der Verleger von RapeLay, der das Spiel nur in Japan vertreiben wollte, zog es aus dem Vertrieb zurück.
Seit 2018 hat Sony nun neue Vorschriften für PlayStation-4-Spiele mit sexuellen Inhalten und Fanservice erlassen. Für die lokalisierte Version von Senran Kagura Burst Re: Newal wurde der „Intimacy Mode“, ein Modus, in dem der Spieler mit den Körpern der Charaktere spielen kann, entfernt, aber im Vergleich dazu wurde der gleiche Modus, der in früheren Titeln wie Senran Kagura: Estival Versus und Senran Kagura: Peach Beach Splash enthalten war, wurde nicht entfernt. Die PC-Version von Burst Re: Newal wurde nicht geändert. Die PS4-Veröffentlichung von Nekopara Vol. 1 wurde aus ähnlichen Gründen zensiert, was dazu führte, dass das Spiel von der ESRB eine „E“-Einstufung erhielt, im Vergleich zur „M“-Einstufung der Versionen auf Nintendo Switch und PC. Sony behauptete, dass es ihre Entscheidung war, Omega Labyrinth Z außerhalb Japans aufgrund des Inhalts zu verbieten. Nach Angaben von Idea Factory International wird die lokalisierte Version von Date a Live: Rio Reincarnation Änderungen an bestimmten Ereignisszenen und die Entfernung von Illustrationen, die Charaktere in anzüglichen Positionen zeigen, obwohl die PC-Version nicht geändert werden wird.
Die Unterstützung für die Regulierung von Videospielen wurde mit moralischer Panik in Verbindung gebracht. Dennoch haben Regierungen Gesetze erlassen oder versucht, sie zu erlassen, die den Vertrieb von Videospielen durch Zensur auf der Grundlage von Inhaltsbewertungssystemen oder Verboten regeln. Im Jahr 2005 behauptete David Gauntlett, dass Fördermittel, Schlagzeilen und berufliches Ansehen eher an Autoren gehen, die in gutem Glauben medienfeindliche Überzeugungen vertreten. Tom Grimes, James A. Anderson und Lori Bergen wiederholten diese Behauptung 2008 in einem Buch, in dem sie die soziologischen Auswirkungen auf die Medienwirkungsforschung untersuchten.
Im Jahr 2013 hatte die Entertainment Software Association, die Lobbygruppe der Videospielindustrie, über 500.000 Mitglieder für das „Video Game Voters Network“ gewonnen, eine „Graswurzel“-Lobbygruppe, die Gamer mobilisieren soll, um gegen öffentliche Maßnahmen vorzugehen, die sich negativ auf die Spieleindustrie auswirken könnten. Das VGV wurde 2006 von der ESA ins Leben gerufen und nutzt Social-Media-Seiten wie Facebook und Twitter, um Mitglieder über Verbündete und Gegner zu informieren. Im Jahr 2013 gab die ESA über 3,9 Millionen US-Dollar für Lobbyarbeit aus, unter anderem gegen die VGV-Gesetzgebung. Dazu gehörte auch der Widerstand gegen einen überparteilichen Gesetzentwurf, der die Nationale Akademie der Wissenschaften anweisen würde, die Auswirkungen aller Formen von Gewaltmedien zu untersuchen. Solche Gesetzesentwürfe waren von einigen Wissenschaftlern kritisiert worden, weil sie die Wissenschaftler unter Druck setzten, bestimmte Ergebnisse zu erzielen, anstatt die Fragen neutral zu untersuchen.
Im Juni 2000 wurden Videospielkonsolen in Festlandchina verboten. Dieses Verbot wurde schließlich im Januar 2014 aufgehoben. Die Chinesen würden jedoch weiterhin Videospiele kontrollieren, die „China feindlich gesinnt sind oder nicht mit den Ansichten der chinesischen Regierung übereinstimmen“. Wie Bloomberg berichtet, sagte Cai Wu, Leiter des chinesischen Kulturministeriums, metaphorisch gesprochen: „Wir wollen das Fenster einen Spalt öffnen, um frische Luft zu bekommen, aber wir brauchen immer noch einen Schirm, um die Fliegen und Moskitos abzuhalten.“
Einige Wissenschaftler haben die Sorge geäußert, dass Videospiele sexistische Stereotypen verstärken könnten. Eine 1998 an der University of Central Florida durchgeführte Studie von Dietz ergab, dass von dreiunddreißig untersuchten Spielen 41 % keine weiblichen Charaktere enthielten, 28 % Frauen sexuell objektivierten, 21 % Gewalt gegen Frauen darstellten und 30 % die weibliche Bevölkerung überhaupt nicht repräsentierten. Darüber hinaus waren die Charakterisierungen von Frauen tendenziell stereotyp: stark sexualisiert („Schönheitsvorstellungen mit großen Brüsten und Hüften“), abhängig („Opfer oder die sprichwörtliche Jungfrau in Nöten“), Gegnerinnen („böse oder als Hindernisse für das Ziel des Spiels“) und trivial („Frauen in eher unbedeutenden Rollen“). Die Studie wird jedoch dafür kritisiert, dass sie keine breite Palette von Videospielen in die Untersuchung einbezieht und alte, vor bis zu zwanzig Jahren veröffentlichte Spiele einbezieht, die nicht den aktuellen Industriestandards entsprechen[citation needed], z. B. eine erhöhte Präsenz starker weiblicher Charaktere.
Im Jahr 2002 untersuchte Kennedy die Eigenschaften der Figur Lara Croft in der Videospielserie Tomb Raider. Sie wird als schöne, kluge, sportliche und mutige englische Archäologie-Abenteurerin dargestellt. Lara Croft ist sowohl bei Männern als auch bei Frauen als Action-Heldin beliebt, obwohl sie je nach Perspektive entweder „ein positives Rollenmodell für junge Mädchen“ oder eine „Kombination aus Augen- und Daumenschmaus für die Jungs“ darstellt. Dietz’ Ergebnisse werden durch eine 2003 von Children Now in Auftrag gegebene Umfrage gestützt. Die Umfrage ergab, dass die meisten Videospiele von geschlechtsspezifischen Stereotypen durchdrungen sind: Männliche Charaktere (52 %) waren häufiger körperlich aggressiv als weibliche (32 %); fast 20 % der weiblichen Charaktere waren in irgendeiner Weise übersexualisiert, während 35 % der männlichen Charaktere extrem muskulös waren.
Im Jahr 2004 gestaltete der Spieleentwickler Eidos Lara Croft für Tomb Raider neu: Legend. Die Figur wurde so verändert, dass sie eine glaubhaftere Figur und weniger freizügige Kleidung aufwies. Im Jahr 2005 äußerte der Wissenschaftler Terry Flew eine ähnliche Meinung: In vielen Spielen gibt es geschlechtsspezifische Vorurteile und Stereotypen. Männliche Charaktere werden als harte, muskulöse Männer dargestellt, während weibliche Charaktere als weiche, fast nackte Frauen mit großen Brüsten dargestellt werden, die auf eine engstirnige, stereotype Art und Weise porträtiert werden. Frauen werden in der Regel als schutzbedürftige visuelle Objekte dargestellt, die auf männliche Rettung warten, während Männer mit mehr Macht dargestellt werden. Laut Flew spiegeln solche Darstellungen von Frauen in Spielen die zugrunde liegenden gesellschaftlichen Vorstellungen von männlicher Dominanz und Männlichkeitsthemen wider. Obwohl nicht alle Videospiele solche Stereotypen enthalten, deutet Flew an, dass es genug davon gibt, um sie zu einem allgemeinen Merkmal zu machen, und dass „...verschiedene Geschlechter verschiedene Spiele haben.“
Lesbische, schwule, bisexuelle und transsexuelle (LGBT) Charaktere wurden seit den 1980er Jahren in einigen Videospielen dargestellt, wobei Caper in the Castro im Jahr 1989 eines der ersten Spiele war, das sich auf LGBT-Themen konzentrierte. LGBT-Inhalte unterlagen wechselnden Regeln und Vorschriften von Spielefirmen. Diese Regeln sind im Allgemeinen Beispiele für Heterosexismus, da Heterosexualität normalisiert wird, während Homosexualität zusätzlich zensiert oder lächerlich gemacht wird. Sexuelle Orientierung und Geschlechtsidentität waren in einigen Konsolen- und PC-Spielen von Bedeutung, wobei der Trend zu einer größeren Sichtbarkeit von LGBT-Identitäten geht, insbesondere in der japanischen Populärkultur und bei Spielen, die an LGBT-Konsumenten vermarktet werden.

#### Darstellung von Rasse, Nationalität und ethnischer Zugehörigkeit
Videospiele können das Lernen junger Spieler über Rassen und urbane Kultur beeinflussen. Die Darstellung von Rassen in einigen Videospielen wie der Grand-Theft-Auto-Serie, Custer’s Revenge, 50 Cent: Bulletproof und Def Jam: Fight for NY ist umstritten. Das Spiel Grand Theft Auto: Vice City aus dem Jahr 2002 wurde kritisiert, weil es rassistische Hassverbrechen fördert. Das Spiel spielt im Jahr 1986 in „Vice City“, einem fiktiven Miami. Es geht um einen Bandenkrieg zwischen haitianischen und kubanischen Flüchtlingen, in den die Figur des Spielers verwickelt ist. Es ist jedoch auch möglich, das Spiel ohne exzessives Töten zu spielen. Das Spiel Resident Evil 5 aus dem Jahr 2009 spielt in Afrika und lässt den Spieler zahlreiche afrikanische Antagonisten töten. Als Reaktion auf die Kritik argumentierten die Befürworter von Resident Evil 5, dass die Zensur der Darstellung schwarzer Antagonisten an sich schon eine Diskriminierung sei.
Kriegsthematische Videospiele wie Medal of Honor: Warfighter und Call of Duty: Black Ops II wurden für ihre Darstellung arabischer Menschen und überwiegend islamischer Länder wie Pakistan kritisiert.

#### Spielkultur und Online-Belästigung
Ein weiteres Problem, das im Zusammenhang mit Spielen auftreten kann, ist Online-Belästigung oder Mobbing. Esports-Communities scheinen besonders unter toxischem Verhalten zu leiden. Vor allem in wettbewerbsorientierten Esports-Spielen kann negatives Verhalten, wie z. B. Mobbing, die Spieler daran hindern, Höchstleistungen zu erbringen, und den Spielspaß schmälern, was dazu führen kann, dass sie das Spiel verlassen. Aufgrund der überwiegend jungen, männlichen Bevölkerung können Spieler Gewohnheiten und Verhaltensweisen an den Tag legen, die von Außenstehenden manchmal als toxisch und frauenfeindlich angesehen werden und zur Belästigung anderer Spieler führen. Ein konkretes Beispiel für belästigendes Verhalten innerhalb eines Spiels findet sich bei den Xbox-Live-Diensten. Mit seinem Online-Chat- und Party-System bietet der Dienst die Möglichkeit, dass unerwünschte Belästigungen, Trollereien oder Mobbing zwischen Spielern auftreten. Um diese Bedenken auszuräumen, hat Microsoft Verbesserungen bei den Reputationsstufen für das Xbox-Live-Konto eines Spielers vorgenommen. Das System ist so eingestellt, dass schlechtes Verhalten erst gewarnt und dann bestraft wird, in der Hoffnung, Xbox-Live-Konten besser zu regulieren.
Die Anonymität des Internets kann ein Faktor sein, der antisoziales Verhalten begünstigt. Diese Art von Verhalten breitet sich auch auf andere Bereiche des Internets aus, die nichts mit Spielen zu tun haben, wie z. B. Online-Foren, Social-Media-Seiten usw. Das Fehlen einer Verantwortlichkeit für die eigenen Handlungen im Internet kann andere zu belästigendem Verhalten verleiten. Ohne die minimale Androhung von Strafe fällt es manchen leichter, negatives Verhalten über Online-Spiele auszuüben. Die Gamergate-Kontroverse, die 2014 begann, lenkte die Aufmerksamkeit der Medien auf die negativen Teile der Kultur der Videospiel-Community und machte deutlich, dass Maßnahmen gegen Online-Belästigung ergriffen werden müssen.
In der Frage, ob die Einstellung gegenüber Frauen in Spielen und in der Spielkultur bis hin zur Frauenfeindlichkeit reicht, sind die Meinungen geteilt. Der VentureBeat-Autor Rus McLaughlin sieht sie beispielsweise als einen Status quo, der „in der DNA der Videospiele verankert ist“, während Joe Yang (der für dieselbe Quelle schreibt) solche Behauptungen für irreführend hält und Frauenfeindlichkeit als ein Problem ansieht, das dort auftritt, wo sie auftritt, aber bestreitet, dass sie inhärent oder normativ ist oder dass die gesamte Kultur so beschrieben werden sollte.
Ein weiteres Problem im Zusammenhang mit dem Online-Verhalten ist das Vorhandensein von jüngeren Spielern, die dem Verhalten reiferer Spieler ausgesetzt sein können, ohne dass die Eltern dies kontrollieren können, sowie Probleme wie Belästigung und Mobbing. In der Vergangenheit wurde dies in der Regel durch die geschlossenen Online-Umgebungen der großen Konsolensysteme kontrolliert, die ein sicheres Umfeld aufrechterhalten konnten, aber mit der breiteren Verfügbarkeit des plattformübergreifenden Spielens, das es Konsolenspielern auf einem System ermöglicht, mit Spielern auf anderen Systemen oder mit Spielern auf PCs zu spielen, sind diese Umgebungen nicht mehr so kontrolliert. Im Dezember 2020 kündigten die drei großen Konsolenhersteller Microsoft, Sony und Nintendo einen gemeinsamen Plan zur Förderung sicherer Spiele an, der auf den drei Grundsätzen Prävention, Partnerschaft und Verantwortung basiert, um belästigendes und beunruhigendes Verhalten zu bekämpfen.

#### Auswirkungen von Videospielen auf Jugendliche
Im Zusammenhang mit Videospielinhalten (insbesondere Gewalt), Spielsucht und Online-Belästigung wird immer wieder die Sorge geäußert, dass Videospiele negative Auswirkungen auf die Entwicklung von Kindern haben könnten. Videospiele werden in der Regel für ein jüngeres Publikum vermarktet, und eine Studie des Pew Research Center aus dem Jahr 2008 ergab, dass 97 % der Teenager im Alter von 12 bis 17 Jahren Videospiele spielten, wobei Spiele mit gewalttätigen Inhalten im Allgemeinen zu den bevorzugten Spieltypen dieser Minderjährigen gehörten. Viele der Studien, in denen Gewalt und Spielsucht mit Videospielen in Verbindung gebracht werden, berücksichtigen, dass jüngere Menschen anfälliger für die möglichen Auswirkungen sein können. Es gibt auch Studien, die versuchen, die positiven Auswirkungen von Videospielen auf die Entwicklung von Jugendlichen zu berücksichtigen, da sie kognitive Fähigkeiten, das Denken und die kooperative Teilnahme fördern.
Einige Länder haben Gesetze oder Vorschriften erlassen, um den Zugang von Minderjährigen zu Videospielen zu beschränken. Am bemerkenswertesten ist China, das 2008 als erstes Land Videospiele als potenziell süchtig machend eingestuft hat. Seit 2005 hat China Vorschriften erlassen, die regeln sollen, wie lange ein Minderjähriger ein Videospiel spielen darf, wobei neue Vorschriften strengere Mittel zur Überwachung vorsehen. Das aktuelle chinesische Gesetz sieht vor, dass Minderjährige ab 2019 an jedem Wochentag nur noch 90 Minuten und an Wochenenden nur noch drei Stunden Videospiele spielen dürfen. Andere Länder setzen Inhaltsbeschränkungen für Videospiele durch, die von Minderjährigen erworben werden können. Die Inhaltseinstufungen der australischen Klassifizierungsbehörde haben rechtliches Gewicht und verhindern den Verkauf von Spielen, denen die Einstufung verweigert wird. Bei Spielen, die eine Einstufung von MA15+, R18+ oder X18+ erhalten, muss das Alter des Käufers streng überprüft werden. Auch die deutsche Unterhaltungssoftware Selbstkontrolle sieht ähnliche Beschränkungen für den Verkauf von Spielen vor, die als jugendgefährdend eingestuft werden. Ansonsten werden diese Inhaltsbewertungssysteme als Richtlinien verwendet, die nicht direkt durchsetzbar sind, aber in der Regel dennoch im Einzelhandel praktiziert werden, um den direkten Verkauf von Erwachsenen-Spielen an Minderjährige zu verhindern. Beim ESRB-System in den USA beispielsweise überprüfen die Einzelhändler in der Regel den Altersnachweis, bevor sie Spiele mit dem Prädikat M (für Erwachsene) an Minderjährige verkaufen, und weigern sich, Spiele mit dem Prädikat AO (nur für Erwachsene) zu führen. Andere Möglichkeiten, das Spielen von Videospielen durch Jugendliche zu überwachen und zu regulieren, sind in Hardware oder Software implementierte elterliche Kontrollen. Nach Angaben der Entertainment Software Association (ESA) und des Entertainment Software Rating Board (ESRB) sind Eltern der Meinung, dass elterliche Kontrollen auf Spielkonsolen nützlich sind. Eltern haben Ressourcen, die sie nutzen können, um mehr Wissen über die Medien zu erlangen, die ihre Kinder konsumieren. Dr. Cheryl Olson und Dr. Lawrence Kutner, Forscher auf dem Gebiet der Gewalt in Videospielen, haben eine Liste mit Ratschlägen für Eltern zusammengestellt, die ihre Kinder besser überwachen wollen. Das Entertainment Software Rating Board (Unterhaltungssoftware-Bewertungsstelle) bietet einfachen Zugang zu den Bewertungen einer großen Datenbank von Videospielen. Common Sense Media ist eine Datenbank, die die Bewertungen von Filmen, Spielen, Fernsehsendungen und anderen Medien enthält. Für jedes Medium werden eine empfohlene Altersfreigabe und Skalen zur Bewertung von positiven Botschaften, Sprache, Gewalt, Drogenkonsum und Konsumverhalten angegeben. Außerdem gibt es eine Zusammenfassung des Medieninhalts aus der Sicht eines anderen Elternteils. Auf der Website des ESRB heißt es: „Unser Bewertungssystem wurde mit Hilfe von Experten für die Entwicklung von Kindern und Wissenschaftlern auf der Grundlage einer Analyse anderer Bewertungssysteme und der Informationen, die für Eltern wichtig sind, erstellt. Wir haben festgestellt, dass die Verbraucher am besten auf ein altersbasiertes Bewertungssystem reagieren, das auch Informationen über den Inhalt eines Spiels enthält. Im Laufe der Entwicklung der Spiele haben wir festgestellt, dass es für Eltern ebenso wichtig ist, die Art und Weise zu verstehen, wie einige [Video-]Spiele gespielt werden, wie z. B. die Interaktion mit anderen online und das Ausgeben von Geld für Gegenstände im Spiel.“

#### Wertschätzung
Genau wie bei der Darstellung von Frauen, LGBT und Minderheiten in Videospielen selbst, können diese Gruppen auch innerhalb der Videospielentwicklungsindustrie in westlichen Märkten marginalisiert werden. Laut Branchenstudien von 2017 besteht die Branche hauptsächlich aus kaukasischen, heterosexuellen Männern, was auf die Vermarktung von Videospielen in den 70er und 80er Jahren zurückzuführen ist. Experten betonen die Notwendigkeit, unterrepräsentierte Gruppen in die Branche einzubeziehen, um den Entwicklern zu helfen, ein breiteres Verständnis für die Geschichten und Charaktere von Videospielen zu gewinnen, damit neue Spiele ein möglichst großes Publikum ansprechen. Zwar gab es in der Branche vereinzelte Fälle, in denen Minderheiten über Misshandlungen berichteten, aber ein Moment wie die Me Too-Bewegung gab es in anderen Unterhaltungsbereichen bis 2021 noch nicht. Da jedoch von 2018 bis 2021 große Rechtsfälle wegen sexuellen Fehlverhaltens gegenüber weiblichen Mitarbeitern bei Riot Games, Ubisoft und Activision Blizzard eingereicht wurden, sehen einige Analysten und Wissenschaftler einen solchen Wendepunkt für die Videospielbranche herannahen.
Videospielentwickler gelten als Kreativprofis und haben daher in der Regel keinen Anspruch auf Überstundenvergütung. Größere Studios, insbesondere solche, die von Triple-A-Publishern unterstützt werden, setzen häufig Fristen für die Fertigstellung von Spielen fest und verlangen von ihren Mitarbeitern, dass sie ihre Aufgaben bis zu dieser Frist erledigen, was oft mehrere Wochen Überstunden erfordert. Dies ist in der Branche als „Crunch Time“ bekannt geworden. Während seltene Perioden der „Crunch Time“ toleriert werden, wurde von mehreren Fällen berichtet, in denen Entwickler monatelang in einen „Crunch-Time“-Modus gezwungen wurden, sogar weit vor dem festgelegten Fertigstellungstermin eines Spiels. Solche Praktiken haben dazu geführt, dass Entwickler und andere Gruppen ab 2018 über die gewerkschaftliche Organisierung in der Branche und die Festlegung angemessener Grenzen für Crunch-Time und andere Arbeitnehmerrechte diskutieren.
In einem Artikel von Polygon aus dem Jahr 2015 heißt es, dass die Namensnennung „seit langem ein heikles Thema in der Spieleindustrie ist“. Es gab Fälle, in denen Mitarbeiter oder sogar ganze Studios nicht in den Credits eines Spiels aufgeführt wurden. Manchmal ist dies zwischen Verlegern und Entwicklern vereinbart oder sogar von der entwickelnden Partei gewünscht. In anderen Fällen geschieht dies gegen den Willen der Entwickler oder sie stimmen nur widerwillig zu, weil es die einzige Arbeit ist, die sie bekommen können. Die fehlende Anerkennung von Leistungen ist seit den Anfängen der Branche ein Streitpunkt. In den 1970er und 80er Jahren gab Atari den Entwicklern keine Anerkennung, was der Spieledesigner Warren Robinett als „Machtspielchen“ bezeichnete, um zu verhindern, dass die Spieldesigner Anerkennung und damit mehr Verhandlungsmacht erhielten. Dies veranlasste Robinett dazu, das erste bekannte Easter Egg in Adventure (1979) einzufügen, um seine Urheberschaft anzuerkennen.